# Jugador de la Semana de la NBA

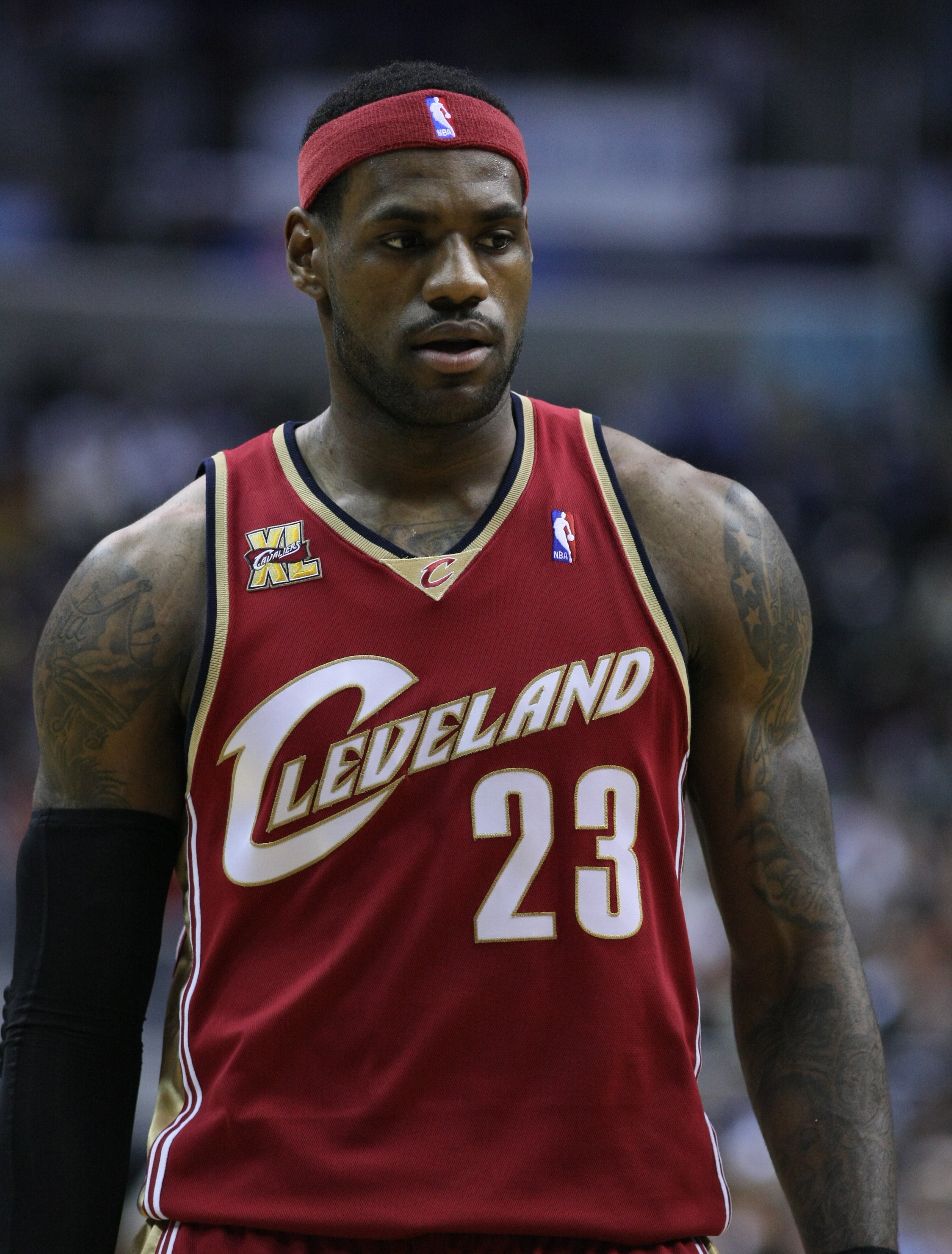
LeBron James, con 67, es el jugador con más premios.

El Jugador de la Semana de la NBA (en inglés: National Basketball Association Player of the Week Award) es un premio semanal otorgado por la NBA al mejor jugador en ambas conferencias (Este y Oeste) de cada semana. El premio fue creado en la temporada 1979-80, y hasta la 2001-02 no se entregó a un jugador de cada conferencia. El primer ganador del premio fue Julius Erving de Philadelphia 76ers en octubre de 1979.
LeBron James es el jugador con más premios, con 67, seguido por Kobe Bryant y Kevin Durant, con 33 y 29, respectivamente.

## Leyenda
|                      | Denota jugador incluido en el Basketball Hall of Fame              |
|                      | Denota jugador en activo                                           |
| Jugador (en negrita) | Indica que el jugador ganó el premio MVP de la Temporada de la NBA |
| Jugador (X)          | Indica las veces que el jugador ha ganado el premio                |

## Ganadores

### 1979-2001
| 1979-80 | Octubre   | 21 | Julius Erving                             | Philadelphia 76ers                     |  |
| 1979-80 | Octubre   | 28 | Micheal R. Richardson                     | New York Knicks                        |  |
| 1979-80 | Noviembre | 4  | Marques Johnson                           | Milwaukee Bucks                        |  |
| 1979-80 | Noviembre | 11 | Magic Johnson                             | Los Angeles Lakers                     |  |
| 1979-80 | Noviembre | 18 | Phil Ford                                 | Kansas City Kings                      |  |
| 1979-80 | Noviembre | 25 | Walter Davis                              | Phoenix Suns                           |  |
| 1979-80 | Diciembre | 2  | Adrian Dantley                            | Utah Jazz                              |  |
| 1979-80 | Diciembre | 9  | Kareem Abdul-Jabbar                       | Los Angeles Lakers                     |  |
| 1979-80 | Diciembre | 16 | Dan Roundfield                            | Atlanta Hawks                          |  |
| 1979-80 | Diciembre | 23 | Swen Nater                                | San Diego Clippers                     |  |
| 1979-80 | Diciembre | 30 | Mike Mitchell                             | Cleveland Cavaliers                    |  |
| 1979-80 | Enero     | 6  | Scott Wedman                              | Kansas City Kings                      |  |
| 1979-80 | Enero     | 13 | Greg Ballard                              | Washington Bullets                     |  |
| 1979-80 | Enero     | 20 | Dennis Johnson                            | Seattle SuperSonics                    |  |
| 1979-80 | Enero     | 27 | George Gervin                             | San Antonio Spurs                      |  |
| 1979-80 | Febrero   | 10 | Rick Barry                                | Houston Rockets                        |  |
| 1979-80 | Febrero   | 17 | Kareem Abdul-Jabbar (2)                   | Los Angeles Lakers                     |  |
| 1979-80 | Febrero   | 24 | Calvin Natt                               | Portland Trail Blazers                 |  |
| 1979-80 | Marzo     | 2  | Larry Bird                                | Boston Celtics                         |  |
| 1979-80 | Marzo     | 9  | Cliff Robinson                            | New Jersey Nets                        |  |
| 1979-80 | Marzo     | 16 | Magic Johnson (2)                         | Los Angeles Lakers                     |  |
| 1979-80 | Marzo     | 23 | Billy Ray Bates                           | Portland Trail Blazers                 |  |
| 1979-80 | Marzo     | 30 | Kevin Grevey                              | Washington Bullets                     |  |
| 1980-81 | Octubre   | 19 | Adrian Dantley (2)                        | Utah Jazz                              |  |
| 1980-81 | Octubre   | 26 | Otis Birdsong                             | Kansas City Kings                      |  |
| 1980-81 | Noviembre | 2  | David Thompson                            | Denver Nuggets                         |  |
| 1980-81 | Noviembre | 9  | Elvin Hayes                               | Washington Bullets                     |  |
| 1980-81 | Noviembre | 16 | Billy Knight                              | Indiana Pacers                         |  |
| 1980-81 | Noviembre | 23 | Artis Gilmore                             | Chicago Bulls                          |  |
| 1980-81 | Noviembre | 30 | Robert Parish                             | Boston Celtics                         |  |
| 1980-81 | Diciembre | 7  | Mike Dunleavy                             | Houston Rockets                        |  |
| 1980-81 | Diciembre | 14 | Dan Roundfield (2)                        | Atlanta Hawks                          |  |
| 1980-81 | Diciembre | 21 | Kareem Abdul-Jabbar (3)                   | Los Angeles Lakers                     |  |
| 1980-81 | Diciembre | 28 | Dennis Johnson (2)                        | Phoenix Suns                           |  |
| 1980-81 | Enero     | 4  | Bernard King                              | Golden State Warriors                  |  |
| 1980-81 | Enero     | 11 | Nate Archibald                            | Boston Celtics                         |  |
| 1980-81 | Enero     | 18 | Julius Erving (2)                         | Philadelphia 76ers                     |  |
| 1980-81 | Enero     | 25 | Phil Ford (2)                             | Kansas City Kings                      |  |
| 1980-81 | Febrero   | 1  | Kenny Carr                                | Cleveland Cavaliers                    |  |
| 1980-81 | Febrero   | 8  | Caldwell Jones                            | Philadelphia 76ers                     |  |
| 1980-81 | Febrero   | 15 | Mike Newlin                               | New Jersey Nets                        |  |
| 1980-81 | Febrero   | 22 | Mike Mitchell (2)                         | Cleveland Cavaliers                    |  |
| 1980-81 | Marzo     | 1  | Terry Tyler                               | Detroit Pistons                        |  |
| 1980-81 | Marzo     | 8  | Larry Smith                               | Golden State Warriors                  |  |
| 1980-81 | Marzo     | 15 | Moses Malone                              | Houston Rockets                        |  |
| 1980-81 | Marzo     | 22 | Micheal R. Richardson (2)                 | New York Knicks                        |  |
| 1980-81 | Marzo     | 29 | Robert Reid                               | Houston Rockets                        |  |
| 1981-82 | Noviembre | 8  | Mychal Thompson                           | Portland Trail Blazers                 |  |
| 1981-82 | Noviembre | 15 | Ron Brewer                                | San Antonio Spurs                      |  |
| 1981-82 | Noviembre | 22 | Dan Roundfield (3)                        | Atlanta Hawks                          |  |
| 1981-82 | Noviembre | 29 | Alex English                              | Denver Nuggets                         |  |
| 1981-82 | Diciembre | 6  | George Gervin (2)                         | San Antonio Spurs                      |  |
| 1981-82 | Diciembre | 13 | Artis Gilmore (2)                         | Chicago Bulls                          |  |
| 1981-82 | Diciembre | 20 | Bernard King (2)                          | Golden State Warriors                  |  |
| 1981-82 | Diciembre | 27 | Larry Bird (2)                            | Boston Celtics                         |  |
| 1981-82 | Enero     | 3  | George Gervin (3)                         | San Antonio Spurs                      |  |
| 1981-82 | Enero     | 10 | Gus Williams                              | Seattle SuperSonics                    |  |
| 1981-82 | Enero     | 17 | Larry Bird (3)                            | Boston Celtics                         |  |
| 1981-82 | Enero     | 24 | Greg Ballard (2)                          | Washington Bullets                     |  |
| 1981-82 | Febrero   | 7  | Moses Malone (2)                          | Houston Rockets                        |  |
| 1981-82 | Febrero   | 14 | Jay Vincent                               | Dallas Mavericks                       |  |
| 1981-82 | Febrero   | 21 | Eddie Johnson                             | Atlanta Hawks                          |  |
| 1981-82 | Febrero   | 28 | Kareem Abdul-Jabbar (4)                   | Los Angeles Lakers                     |  |
| 1981-82 | Marzo     | 7  | George Gervin (4)                         | San Antonio Spurs                      |  |
| 1981-82 | Marzo     | 14 | Kelly Tripucka                            | Detroit Pistons                        |  |
| 1981-82 | Marzo     | 21 | Robert Parish (2)                         | Boston Celtics                         |  |
| 1981-82 | Marzo     | 28 | Moses Malone (3)                          | Houston Rockets                        |  |
| 1981-82 | Abril     | 4  | Jack Sikma                                | Seattle SuperSonics                    |  |
| 1981-82 | Abril     | 11 | Billy Ray Bates (2)                       | Portland Trail Blazers                 |  |
| 1981-82 | Abril     | 18 | Ray Williams                              | New Jersey Nets                        |  |
| 1982-83 | Noviembre | 7  | Reggie Theus                              | Chicago Bulls                          |  |
| 1982-83 | Noviembre | 14 | Kelly Tripucka (2)                        | Detroit Pistons                        |  |
| 1982-83 | Noviembre | 21 | Alex English (2)                          | Denver Nuggets                         |  |
| 1982-83 | Noviembre | 28 | Larry Bird (4)                            | Boston Celtics                         |  |
| 1982-83 | Diciembre | 5  | Buck Williams                             | New Jersey Nets                        |  |
| 1982-83 | Diciembre | 12 | Larry Bird (5)                            | Boston Celtics                         |  |
| 1982-83 | Diciembre | 19 | Isiah Thomas                              | Detroit Pistons                        |  |
| 1982-83 | Diciembre | 26 | Maurice Lucas                             | Phoenix Suns                           |  |
| 1982-83 | Enero     | 2  | Kiki Vandeweghe                           | Denver Nuggets                         |  |
| 1982-83 | Enero     | 9  | Mickey Johnson                            | New Jersey Nets                        |  |
| 1982-83 | Enero     | 16 | Alex English (3)                          | Denver Nuggets                         |  |
| 1982-83 | Enero     | 23 | Joe Barry Carroll                         | Golden State Warriors                  |  |
| 1982-83 | Enero     | 30 | Artis Gilmore (3)                         | San Antonio Spurs                      |  |
| 1982-83 | Febrero   | 7  | Moses Malone (4)                          | Philadelphia 76ers                     |  |
| 1982-83 | Febrero   | 22 | Larry Nance                               | Phoenix Suns                           |  |
| 1982-83 | Febrero   | 28 | Walter Davis (2)                          | Phoenix Suns                           |  |
| 1982-83 | Marzo     | 6  | John Drew                                 | Utah Jazz                              |  |
| 1982-83 | Marzo     | 13 | Magic Johnson (3)                         | Los Angeles Lakers                     |  |
| 1982-83 | Marzo     | 20 | Andrew Toney Gus Williams (2)             | Philadelphia 76ers Seattle SuperSonics |  |
| 1982-83 | Marzo     | 27 | Jeff Ruland                               | Washington Bullets                     |  |
| 1982-83 | Abril     | 4  | Larry Bird (6)                            | Boston Celtics                         |  |
| 1982-83 | Abril     | 10 | Magic Johnson (4)                         | Los Angeles Lakers                     |  |
| 1982-83 | Abril     | 17 | Mike Glenn                                | Atlanta Hawks                          |  |
| 1983-84 | Noviembre | 7  | Eddie Johnson                             | Kansas City Kings                      |  |
| 1983-84 | Noviembre | 14 | Magic Johnson (5)                         | Los Angeles Lakers                     |  |
| 1983-84 | Noviembre | 21 | Kiki Vandeweghe (2)                       | Denver Nuggets                         |  |
| 1983-84 | Noviembre | 28 | Mark Aguirre                              | Dallas Mavericks                       |  |
| 1983-84 | Diciembre | 5  | Rickey Green                              | Utah Jazz                              |  |
| 1983-84 | Diciembre | 12 | Jeff Ruland (2)                           | Washington Bullets                     |  |
| 1983-84 | Diciembre | 19 | Adrian Dantley (3)                        | Utah Jazz                              |  |
| 1983-84 | Diciembre | 27 | Dan Roundfield (4)                        | Atlanta Hawks                          |  |
| 1983-84 | Enero     | 3  | Isiah Thomas (2)                          | Detroit Pistons                        |  |
| 1983-84 | Enero     | 9  | Purvis Short                              | Golden State Warriors                  |  |
| 1983-84 | Enero     | 16 | Kelly Tripucka (3)                        | Detroit Pistons                        |  |
| 1983-84 | Enero     | 23 | Buck Williams (2)                         | New Jersey Nets                        |  |
| 1983-84 | Febrero   | 6  | Bernard King (3)                          | New York Knicks                        |  |
| 1983-84 | Febrero   | 13 | Kareem Abdul-Jabbar (5)                   | Los Angeles Lakers                     |  |
| 1983-84 | Febrero   | 20 | Larry Bird (7)                            | Boston Celtics                         |  |
| 1983-84 | Febrero   | 27 | Magic Johnson (6)                         | Los Angeles Lakers                     |  |
| 1983-84 | Marzo     | 5  | Mickey Johnson (2)                        | Golden State Warriors                  |  |
| 1983-84 | Marzo     | 12 | Larry Bird (8)                            | Boston Celtics                         |  |
| 1983-84 | Marzo     | 19 | Adrian Dantley (4)                        | Utah Jazz                              |  |
| 1983-84 | Marzo     | 26 | Moses Malone (5)                          | Philadelphia 76ers                     |  |
| 1983-84 | Abril     | 2  | Isiah Thomas (3)                          | Detroit Pistons                        |  |
| 1983-84 | Abril     | 9  | Kareem Abdul-Jabbar (6)                   | Los Angeles Lakers                     |  |
| 1983-84 | Abril     | 16 | Dominique Wilkins                         | Atlanta Hawks                          |  |
| 1984-85 | Noviembre | 5  | Larry Nance (2)                           | Phoenix Suns                           |  |
| 1984-85 | Noviembre | 12 | Alex English (4)                          | Denver Nuggets                         |  |
| 1984-85 | Noviembre | 19 | Moses Malone (6)                          | Philadelphia 76ers                     |  |
| 1984-85 | Noviembre | 26 | Bernard King (4)                          | New York Knicks                        |  |
| 1984-85 | Diciembre | 3  | Jack Sikma (2)                            | Seattle SuperSonics                    |  |
| 1984-85 | Diciembre | 10 | Orlando Woolridge                         | Chicago Bulls                          |  |
| 1984-85 | Diciembre | 17 | Derek Smith                               | Los Angeles Clippers                   |  |
| 1984-85 | Diciembre | 24 | Terry Cummings                            | Milwaukee Bucks                        |  |
| 1984-85 | Diciembre | 31 | Micheal R. Richardson (3)                 | New Jersey Nets                        |  |
| 1984-85 | Enero     | 7  | Isiah Thomas (4)                          | Detroit Pistons                        |  |
| 1984-85 | Enero     | 14 | World B. Free                             | Cleveland Cavaliers                    |  |
| 1984-85 | Enero     | 21 | Michael Jordan                            | Chicago Bulls                          |  |
| 1984-85 | Enero     | 28 | Tom McMillen                              | Washington Bullets                     |  |
| 1984-85 | Febrero   | 4  | Dominique Wilkins (2)                     | Atlanta Hawks                          |  |
| 1984-85 | Febrero   | 18 | Magic Johnson (7)                         | Los Angeles Lakers                     |  |
| 1984-85 | Febrero   | 25 | Mark Aguirre (2)                          | Dallas Mavericks                       |  |
| 1984-85 | Marzo     | 4  | Sleepy Floyd                              | Golden State Warriors                  |  |
| 1984-85 | Marzo     | 11 | Darrell Griffith                          | Utah Jazz                              |  |
| 1984-85 | Marzo     | 18 | Larry Bird (9)                            | Boston Celtics                         |  |
| 1984-85 | Marzo     | 25 | Kareem Abdul-Jabbar (7)                   | Los Angeles Lakers                     |  |
| 1984-85 | Abril     | 1  | Calvin Natt (2)                           | Denver Nuggets                         |  |
| 1984-85 | Abril     | 8  | Derek Smith (2)                           | Los Angeles Clippers                   |  |
| 1984-85 | Abril     | 15 | Michael R. Richardson (4)                 | New Jersey Nets                        |  |
| 1985-86 | Noviembre | 4  | Derek Smith (3)                           | Los Angeles Clippers                   |  |
| 1985-86 | Noviembre | 12 | Buck Williams (3)                         | New Jersey Nets                        |  |
| 1985-86 | Noviembre | 18 | Patrick Ewing                             | New York Knicks                        |  |
| 1985-86 | Noviembre | 25 | Alex English (5)                          | Denver Nuggets                         |  |
| 1985-86 | Diciembre | 2  | Larry Bird (10)                           | Boston Celtics                         |  |
| 1985-86 | Diciembre | 9  | Jeff Ruland (3)                           | Washington Bullets                     |  |
| 1985-86 | Diciembre | 16 | Alvin Robertson                           | San Antonio Spurs                      |  |
| 1985-86 | Diciembre | 23 | Larry Nance (3)                           | Phoenix Suns                           |  |
| 1985-86 | Diciembre | 30 | Dominique Wilkins (3)                     | Atlanta Hawks                          |  |
| 1985-86 | Enero     | 6  | Clyde Drexler                             | Portland Trail Blazers                 |  |
| 1985-86 | Enero     | 13 | Calvin Natt (3)                           | Denver Nuggets                         |  |
| 1985-86 | Enero     | 20 | Larry Bird (11)                           | Boston Celtics                         |  |
| 1985-86 | Enero     | 27 | Charles Barkley                           | Philadelphia 76ers                     |  |
| 1985-86 | Febrero   | 3  | Alex English (6)                          | Denver Nuggets                         |  |
| 1985-86 | Febrero   | 17 | Larry Bird (12)                           | Boston Celtics                         |  |
| 1985-86 | Febrero   | 24 | Sidney Moncrief                           | Milwaukee Bucks                        |  |
| 1985-86 | Marzo     | 3  | Charles Barkley (2)                       | Philadelphia 76ers                     |  |
| 1985-86 | Marzo     | 10 | Magic Johnson (8)                         | Los Angeles Lakers                     |  |
| 1985-86 | Marzo     | 17 | Larry Bird (13)                           | Boston Celtics                         |  |
| 1985-86 | Marzo     | 24 | Adrian Dantley (5)                        | Utah Jazz                              |  |
| 1985-86 | Marzo     | 31 | Charles Barkley (3)                       | Philadelphia 76ers                     |  |
| 1985-86 | Abril     | 7  | Herb Williams                             | Indiana Pacers                         |  |
| 1985-86 | Abril     | 14 | Dominique Wilkins (4)                     | Atlanta Hawks                          |  |
| 1986-87 | Noviembre | 10 | Michael Jordan (2)                        | Chicago Bulls                          |  |
| 1986-87 | Noviembre | 17 | Robert Parish (3)                         | Boston Celtics                         |  |
| 1986-87 | Noviembre | 24 | Alvin Robertson (2)                       | San Antonio Spurs                      |  |
| 1986-87 | Diciembre | 1  | John Williams                             | Cleveland Cavaliers                    |  |
| 1986-87 | Diciembre | 8  | Tom Chambers                              | Seattle SuperSonics                    |  |
| 1986-87 | Diciembre | 15 | Dominique Wilkins (5)                     | Atlanta Hawks                          |  |
| 1986-87 | Diciembre | 22 | Magic Johnson (9)                         | Los Angeles Lakers                     |  |
| 1986-87 | Diciembre | 29 | Patrick Ewing (2)                         | New York Knicks                        |  |
| 1986-87 | Enero     | 5  | Larry Bird (14)                           | Boston Celtics                         |  |
| 1986-87 | Enero     | 12 | Isiah Thomas (5)                          | Detroit Pistons                        |  |
| 1986-87 | Enero     | 20 | Otis Thorpe                               | Sacramento Kings                       |  |
| 1986-87 | Enero     | 27 | Alex English (7)                          | Denver Nuggets                         |  |
| 1986-87 | Febrero   | 2  | Lafayette Lever                           | Denver Nuggets                         |  |
| 1986-87 | Febrero   | 16 | Magic Johnson (10)                        | Los Angeles Lakers                     |  |
| 1986-87 | Febrero   | 23 | Moses Malone (7)                          | Washington Bullets                     |  |
| 1986-87 | Marzo     | 2  | Michael Jordan (3)                        | Chicago Bulls                          |  |
| 1986-87 | Marzo     | 9  | Magic Johnson (11)                        | Los Angeles Lakers                     |  |
| 1986-87 | Marzo     | 16 | Karl Malone                               | Utah Jazz                              |  |
| 1986-87 | Marzo     | 23 | Magic Johnson (12)                        | Los Angeles Lakers                     |  |
| 1986-87 | Marzo     | 30 | Larry Smith (2)                           | Golden State Warriors                  |  |
| 1986-87 | Abril     | 6  | Magic Johnson (13)                        | Los Angeles Lakers                     |  |
| 1986-87 | Abril     | 13 | Michael Jordan (4)                        | Chicago Bulls                          |  |
| 1986-87 | Abril     | 16 | Julius Erving (3)                         | Philadelphia 76ers                     |  |
| 1987-88 | Noviembre | 16 | Larry Bird (15)                           | Boston Celtics                         |  |
| 1987-88 | Noviembre | 23 | Xavier McDaniel                           | Seattle SuperSonics                    |  |
| 1987-88 | Noviembre | 30 | Clyde Drexler (2)                         | Portland Trail Blazers                 |  |
| 1987-88 | Diciembre | 7  | Clyde Drexler (3)                         | Portland Trail Blazers                 |  |
| 1987-88 | Diciembre | 14 | Magic Johnson (14)                        | Los Angeles Lakers                     |  |
| 1987-88 | Diciembre | 21 | Larry Nance (4)                           | Phoenix Suns                           |  |
| 1987-88 | Diciembre | 28 | Dominique Wilkins (6)                     | Atlanta Hawks                          |  |
| 1987-88 | Enero     | 4  | Karl Malone (2)                           | Utah Jazz                              |  |
| 1987-88 | Enero     | 11 | Byron Scott                               | Los Angeles Lakers                     |  |
| 1987-88 | Enero     | 18 | Dominique Wilkins (7)                     | Atlanta Hawks                          |  |
| 1987-88 | Enero     | 25 | Michael Jordan (5)                        | Chicago Bulls                          |  |
| 1987-88 | Febrero   | 1  | Bernard King (5)                          | Washington Bullets                     |  |
| 1987-88 | Febrero   | 15 | Dominique Wilkins (8)                     | Atlanta Hawks                          |  |
| 1987-88 | Febrero   | 22 | John Stockton                             | Utah Jazz                              |  |
| 1987-88 | Febrero   | 29 | Roy Tarpley                               | Dallas Mavericks                       |  |
| 1987-88 | Marzo     | 7  | Bob Hansen                                | Utah Jazz                              |  |
| 1987-88 | Marzo     | 14 | Clyde Drexler (4)                         | Portland Trail Blazers                 |  |
| 1987-88 | Marzo     | 21 | Charles Barkley (4)                       | Philadelphia 76ers                     |  |
| 1987-88 | Marzo     | 28 | Michael Jordan (6)                        | Chicago Bulls                          |  |
| 1987-88 | Abril     | 4  | Michael Jordan (7)                        | Chicago Bulls                          |  |
| 1987-88 | Abril     | 11 | Harold Pressley                           | Sacramento Kings                       |  |
| 1987-88 | Abril     | 18 | Lafayette Lever (2)                       | Denver Nuggets                         |  |
| 1987-88 | Abril     | 25 | Karl Malone (3)                           | Utah Jazz                              |  |
| 1988-89 | Noviembre | 14 | Akeem Olajuwon                            | Houston Rockets                        |  |
| 1988-89 | Noviembre | 21 | Michael Jordan (8)                        | Chicago Bulls                          |  |
| 1988-89 | Noviembre | 28 | Patrick Ewing (3)                         | New York Knicks                        |  |
| 1988-89 | Diciembre | 5  | Magic Johnson (15)                        | Los Angeles Lakers                     |  |
| 1988-89 | Diciembre | 12 | Michael Adams                             | Denver Nuggets                         |  |
| 1988-89 | Diciembre | 19 | Robert Parish (4)                         | Boston Celtics                         |  |
| 1988-89 | Diciembre | 26 | Clyde Drexler (5)                         | Portland Trail Blazers                 |  |
| 1988-89 | Enero     | 2  | Magic Johnson (16)                        | Los Angeles Lakers                     |  |
| 1988-89 | Enero     | 9  | Dale Ellis                                | Seattle SuperSonics                    |  |
| 1988-89 | Enero     | 16 | Michael Jordan (9)                        | Chicago Bulls                          |  |
| 1988-89 | Enero     | 23 | Chris Mullin                              | Golden State Warriors                  |  |
| 1988-89 | Enero     | 30 | Tom Chambers (2)                          | Phoenix Suns                           |  |
| 1988-89 | Febrero   | 6  | Ron Harper                                | Cleveland Cavaliers                    |  |
| 1988-89 | Febrero   | 20 | Akeem Olajuwon (2)                        | Houston Rockets                        |  |
| 1988-89 | Febrero   | 27 | Patrick Ewing (4)                         | New York Knicks                        |  |
| 1988-89 | Marzo     | 6  | Chuck Person                              | Indiana Pacers                         |  |
| 1988-89 | Marzo     | 13 | Isiah Thomas (6)                          | Detroit Pistons                        |  |
| 1988-89 | Marzo     | 20 | Kevin Johnson                             | Phoenix Suns                           |  |
| 1988-89 | Marzo     | 27 | Michael Jordan (10)                       | Chicago Bulls                          |  |
| 1988-89 | Abril     | 3  | Michael Jordan (11)                       | Chicago Bulls                          |  |
| 1988-89 | Abril     | 10 | Clyde Drexler (6)                         | Portland Trail Blazers                 |  |
| 1988-89 | Abril     | 17 | Karl Malone (4)                           | Utah Jazz                              |  |
| 1988-89 | Abril     | 24 | Xavier McDaniel (2)                       | Seattle SuperSonics                    |  |
| 1989-90 | Noviembre | 13 | Vern Fleming                              | Indiana Pacers                         |  |
| 1989-90 | Noviembre | 20 | John Stockton (2)                         | Utah Jazz                              |  |
| 1989-90 | Noviembre | 27 | Clyde Drexler (7)                         | Portland Trail Blazers                 |  |
| 1989-90 | Diciembre | 4  | Patrick Ewing (5)                         | New York Knicks                        |  |
| 1989-90 | Diciembre | 11 | Michael Jordan (12)                       | Chicago Bulls                          |  |
| 1989-90 | Diciembre | 18 | Chris Mullin (2)                          | Golden State Warriors                  |  |
| 1989-90 | Diciembre | 25 | Terry Cummings (2)                        | San Antonio Spurs                      |  |
| 1989-90 | Enero     | 2  | Karl Malone (5)                           | Utah Jazz                              |  |
| 1989-90 | Enero     | 8  | Terry Teagle                              | Golden State Warriors                  |  |
| 1989-90 | Enero     | 15 | Ron Harper (2)                            | Cleveland Cavaliers                    |  |
| 1989-90 | Enero     | 22 | Alvin Robertson (2)                       | Milwaukee Bucks                        |  |
| 1989-90 | Enero     | 29 | Karl Malone (6)                           | Utah Jazz                              |  |
| 1989-90 | Febrero   | 5  | Tim Hardaway                              | Golden State Warriors                  |  |
| 1989-90 | Febrero   | 20 | Tom Chambers (3)                          | Phoenix Suns                           |  |
| 1989-90 | Febrero   | 26 | David Robinson                            | San Antonio Spurs                      |  |
| 1989-90 | Marzo     | 5  | Akeem Olajuwon (3)                        | Houston Rockets                        |  |
| 1989-90 | Marzo     | 12 | Rony Seikaly                              | Miami Heat                             |  |
| 1989-90 | Marzo     | 19 | Kevin Johnson (2)                         | Phoenix Suns                           |  |
| 1989-90 | Marzo     | 26 | David Robinson (2)                        | San Antonio Spurs                      |  |
| 1989-90 | Abril     | 2  | Michael Jordan (13)                       | Chicago Bulls                          |  |
| 1989-90 | Abril     | 9  | Charles Barkley (5)                       | Philadelphia 76ers                     |  |
| 1989-90 | Abril     | 16 | Magic Johnson (17)                        | Los Angeles Lakers                     |  |
| 1989-90 | Abril     | 23 | David Robinson (3)                        | San Antonio Spurs                      |  |
| 1990-91 | Noviembre | 12 | Chris Mullin (3)                          | Golden State Warriors                  |  |
| 1990-91 | Noviembre | 19 | Clyde Drexler (8)                         | Portland Trail Blazers                 |  |
| 1990-91 | Noviembre | 26 | Charles Barkley (6)                       | Philadelphia 76ers                     |  |
| 1990-91 | Diciembre | 3  | Michael Jordan (14)                       | Chicago Bulls                          |  |
| 1990-91 | Diciembre | 10 | John Stockton (3)                         | Utah Jazz                              |  |
| 1990-91 | Diciembre | 17 | Kevin Johnson (3)                         | Phoenix Suns                           |  |
| 1990-91 | Diciembre | 23 | Michael Jordan (15)                       | Chicago Bulls                          |  |
| 1990-91 | Diciembre | 30 | Ricky Pierce                              | Milwaukee Bucks                        |  |
| 1990-91 | Enero     | 7  | Dominique Wilkins (9)                     | Atlanta Hawks                          |  |
| 1990-91 | Enero     | 14 | Bernard King (6)                          | Washington Bullets                     |  |
| 1990-91 | Enero     | 21 | Tim Hardaway (2)                          | Golden State Warriors                  |  |
| 1990-91 | Enero     | 28 | Michael Adams (2)                         | Denver Nuggets                         |  |
| 1990-91 | Febrero   | 4  | Otis Thorpe (2)                           | Houston Rockets                        |  |
| 1990-91 | Febrero   | 18 | Lionel Simmons                            | Sacramento Kings                       |  |
| 1990-91 | Febrero   | 25 | Reggie Miller                             | Indiana Pacers                         |  |
| 1990-91 | Marzo     | 4  | Gerald Wilkins                            | New York Knicks                        |  |
| 1990-91 | Marzo     | 11 | Dennis Scott                              | Orlando Magic                          |  |
| 1990-91 | Marzo     | 18 | Kenny Smith                               | Houston Rockets                        |  |
| 1990-91 | Marzo     | 25 | Mitch Richmond                            | Golden State Warriors                  |  |
| 1990-91 | Abril     | 1  | Clyde Drexler (9)                         | Portland Trail Blazers                 |  |
| 1990-91 | Abril     | 8  | Magic Johnson (18)                        | Los Angeles Lakers                     |  |
| 1990-91 | Abril     | 15 | Clyde Drexler (10)                        | Portland Trail Blazers                 |  |
| 1990-91 | Abril     | 22 | Scott Skiles                              | Orlando Magic                          |  |
| 1991-92 | Noviembre | 11 | Chris Mullin (4)                          | Golden State Warriors                  |  |
| 1991-92 | Noviembre | 18 | Brad Daugherty                            | Cleveland Cavaliers                    |  |
| 1991-92 | Noviembre | 25 | Kevin Willis                              | Atlanta Hawks                          |  |
| 1991-92 | Diciembre | 2  | David Robinson (4)                        | San Antonio Spurs                      |  |
| 1991-92 | Diciembre | 9  | Jeff Malone                               | Utah Jazz                              |  |
| 1991-92 | Diciembre | 16 | Dennis Rodman                             | Detroit Pistons                        |  |
| 1991-92 | Diciembre | 23 | Pervis Ellison                            | Washington Bullets                     |  |
| 1991-92 | Diciembre | 30 | Scottie Pippen                            | Chicago Bulls                          |  |
| 1991-92 | Enero     | 6  | Patrick Ewing (6)                         | New York Knicks                        |  |
| 1991-92 | Enero     | 13 | Michael Jordan (16)                       | Chicago Bulls                          |  |
| 1991-92 | Enero     | 20 | Tim Hardaway (3)                          | Golden State Warriors                  |  |
| 1991-92 | Enero     | 27 | Nick Anderson                             | Orlando Magic                          |  |
| 1991-92 | Febrero   | 3  | Larry Nance (5)                           | Cleveland Cavaliers                    |  |
| 1991-92 | Febrero   | 17 | John Stockton (4)                         | Utah Jazz                              |  |
| 1991-92 | Febrero   | 24 | Tim Hardaway (4)                          | Golden State Warriors                  |  |
| 1991-92 | Marzo     | 2  | Danny Manning                             | Los Angeles Clippers                   |  |
| 1991-92 | Marzo     | 9  | Karl Malone (7)                           | Utah Jazz                              |  |
| 1991-92 | Marzo     | 16 | Joe Dumars                                | Detroit Pistons                        |  |
| 1991-92 | Marzo     | 23 | Larry Johnson                             | Charlotte Hornets                      |  |
| 1991-92 | Marzo     | 30 | Mark Jackson                              | New York Knicks                        |  |
| 1991-92 | Abril     | 5  | Mookie Blaylock                           | New Jersey Nets                        |  |
| 1991-92 | Abril     | 13 | Reggie Lewis                              | Boston Celtics                         |  |
| 1991-92 | Abril     | 20 | Karl Malone (8)                           | Utah Jazz                              |  |
| 1992-93 | Noviembre | 16 | Shaquille O'Neal                          | Orlando Magic                          |  |
| 1992-93 | Noviembre | 23 | Michael Jordan (17)                       | Chicago Bulls                          |  |
| 1992-93 | Noviembre | 30 | David Robinson (5)                        | San Antonio Spurs                      |  |
| 1992-93 | Diciembre | 7  | Dražen Petrović                           | New Jersey Nets                        |  |
| 1992-93 | Diciembre | 14 | Charles Barkley (7)                       | Phoenix Suns                           |  |
| 1992-93 | Diciembre | 21 | Patrick Ewing (7)                         | New York Knicks                        |  |
| 1992-93 | Diciembre | 28 | Sean Elliott                              | San Antonio Spurs                      |  |
| 1992-93 | Enero     | 4  | David Robinson (6)                        | San Antonio Spurs                      |  |
| 1992-93 | Enero     | 11 | Shawn Kemp                                | Seattle SuperSonics                    |  |
| 1992-93 | Enero     | 18 | Hakeem Olajuwon (4)                       | Houston Rockets                        |  |
| 1992-93 | Enero     | 25 | Patrick Ewing (8)                         | New York Knicks                        |  |
| 1992-93 | Febrero   | 1  | Karl Malone (9)                           | Utah Jazz                              |  |
| 1992-93 | Febrero   | 8  | Nick Anderson (2)                         | Orlando Magic                          |  |
| 1992-93 | Febrero   | 15 | Larry Johnson (2)                         | Charlotte Hornets                      |  |
| 1992-93 | Marzo     | 1  | Hakeem Olajuwon (5)                       | Houston Rockets                        |  |
| 1992-93 | Marzo     | 8  | Rony Seikaly (2)                          | Miami Heat                             |  |
| 1992-93 | Marzo     | 15 | Rumeal Robinson                           | New Jersey Nets                        |  |
| 1992-93 | Marzo     | 22 | Patrick Ewing (9)                         | New York Knicks                        |  |
| 1992-93 | Marzo     | 29 | Dikembe Mutombo                           | Denver Nuggets                         |  |
| 1992-93 | Abril     | 5  | Charles Barkley (8)                       | Phoenix Suns                           |  |
| 1992-93 | Abril     | 12 | Hakeem Olajuwon (6)                       | Houston Rockets                        |  |
| 1992-93 | Abril     | 19 | Alonzo Mourning                           | Charlotte Hornets                      |  |
| 1992-93 | Abril     | 26 | Larry Johnson (3)                         | Charlotte Hornets                      |  |
| 1993-94 | Noviembre | 15 | Hakeem Olajuwon (7)                       | Houston Rockets                        |  |
| 1993-94 | Noviembre | 22 | Charles Barkley (9)                       | Phoenix Suns                           |  |
| 1993-94 | Noviembre | 29 | Glen Rice                                 | Miami Heat                             |  |
| 1993-94 | Diciembre | 6  | David Robinson (7)                        | San Antonio Spurs                      |  |
| 1993-94 | Diciembre | 13 | Shaquille O'Neal (2)                      | Orlando Magic                          |  |
| 1993-94 | Diciembre | 20 | Karl Malone (10)                          | Utah Jazz                              |  |
| 1993-94 | Diciembre | 27 | Scottie Pippen (2)                        | Chicago Bulls                          |  |
| 1993-94 | Enero     | 3  | Oliver Miller                             | Phoenix Suns                           |  |
| 1993-94 | Enero     | 10 | Chris Webber                              | Golden State Warriors                  |  |
| 1993-94 | Enero     | 17 | Patrick Ewing (10)                        | New York Knicks                        |  |
| 1993-94 | Enero     | 24 | Kenny Anderson                            | New Jersey Nets                        |  |
| 1993-94 | Enero     | 31 | Ron Harper (3)                            | Los Angeles Clippers                   |  |
| 1993-94 | Febrero   | 7  | David Robinson (8)                        | San Antonio Spurs                      |  |
| 1993-94 | Febrero   | 21 | David Robinson (9)                        | San Antonio Spurs                      |  |
| 1993-94 | Febrero   | 28 | Shawn Kemp (2)                            | Seattle SuperSonics                    |  |
| 1993-94 | Marzo     | 7  | David Robinson (10)                       | San Antonio Spurs                      |  |
| 1993-94 | Marzo     | 14 | Joe Dumars (2)                            | Detroit Pistons                        |  |
| 1993-94 | Marzo     | 21 | Hakeem Olajuwon (8)                       | Houston Rockets                        |  |
| 1993-94 | Marzo     | 28 | Kevin Willis (2)                          | Atlanta Hawks                          |  |
| 1993-94 | Abril     | 4  | Shawn Kemp (3)                            | Seattle SuperSonics                    |  |
| 1993-94 | Abril     | 11 | Dikembe Mutombo (2)                       | Denver Nuggets                         |  |
| 1993-94 | Abril     | 18 | Scottie Pippen (3)                        | Chicago Bulls                          |  |
| 1993-94 | Abril     | 25 | David Robinson (11)                       | San Antonio Spurs                      |  |
| 1994-95 | Noviembre | 12 | Tim Hardaway (5)                          | Golden State Warriors                  |  |
| 1994-95 | Noviembre | 21 | Elliot Perry                              | Phoenix Suns                           |  |
| 1994-95 | Noviembre | 28 | Anfernee Hardaway                         | Orlando Magic                          |  |
| 1994-95 | Diciembre | 5  | Shaquille O'Neal (3)                      | Orlando Magic                          |  |
| 1994-95 | Diciembre | 12 | Jamal Mashburn                            | Dallas Mavericks                       |  |
| 1994-95 | Diciembre | 19 | Karl Malone (11)                          | Utah Jazz                              |  |
| 1994-95 | Diciembre | 26 | Cedric Ceballos                           | Los Angeles Lakers                     |  |
| 1994-95 | Enero     | 2  | Hakeem Olajuwon (9)                       | Houston Rockets                        |  |
| 1994-95 | Enero     | 9  | Gary Payton                               | Seattle SuperSonics                    |  |
| 1994-95 | Enero     | 16 | Larry Johnson (4)                         | Charlotte Hornets                      |  |
| 1994-95 | Enero     | 23 | Patrick Ewing (11)                        | New York Knicks                        |  |
| 1994-95 | Enero     | 30 | John Stockton (5)                         | Utah Jazz                              |  |
| 1994-95 | Febrero   | 6  | Hakeem Olajuwon (10)                      | Houston Rockets                        |  |
| 1994-95 | Febrero   | 20 | Charles Barkley (10)                      | Phoenix Suns                           |  |
| 1994-95 | Febrero   | 27 | Rod Strickland                            | Portland Trail Blazers                 |  |
| 1994-95 | Marzo     | 6  | Shaquille O'Neal (4)                      | Orlando Magic                          |  |
| 1994-95 | Marzo     | 13 | Rik Smits                                 | Indiana Pacers                         |  |
| 1994-95 | Marzo     | 20 | Jason Kidd                                | Dallas Mavericks                       |  |
| 1994-95 | Marzo     | 27 | Vlade Divac                               | Los Angeles Lakers                     |  |
| 1994-95 | Abril     | 3  | David Robinson (12)                       | San Antonio Spurs                      |  |
| 1994-95 | Abril     | 10 | Clyde Drexler (11)                        | Houston Rockets                        |  |
| 1994-95 | Abril     | 17 | Dikembe Mutombo (3)                       | Denver Nuggets                         |  |
| 1994-95 | Abril     | 24 | Karl Malone (12)                          | Utah Jazz                              |  |
| 1995-96 | Noviembre | 13 | Anfernee Hardaway (2)                     | Orlando Magic                          |  |
| 1995-96 | Noviembre | 20 | Cedric Ceballos (2)                       | Los Angeles Lakers                     |  |
| 1995-96 | Noviembre | 27 | Shawn Kemp (4)                            | Seattle SuperSonics                    |  |
| 1995-96 | Diciembre | 4  | Terrell Brandon                           | Cleveland Cavaliers                    |  |
| 1995-96 | Diciembre | 11 | Dikembe Mutombo (4)                       | Denver Nuggets                         |  |
| 1995-96 | Diciembre | 18 | Scottie Pippen (4)                        | Chicago Bulls                          |  |
| 1995-96 | Diciembre | 26 | Michael Jordan (18)                       | Chicago Bulls                          |  |
| 1995-96 | Enero     | 2  | Karl Malone (13)                          | Utah Jazz                              |  |
| 1995-96 | Enero     | 8  | Clifford Robinson                         | Portland Trail Blazers                 |  |
| 1995-96 | Enero     | 15 | David Robinson (13)                       | San Antonio Spurs                      |  |
| 1995-96 | Enero     | 22 | Michael Jordan (19)                       | Chicago Bulls                          |  |
| 1995-96 | Enero     | 29 | Reggie Miller (2)                         | Indiana Pacers                         |  |
| 1995-96 | Febrero   | 5  | Jason Kidd (2)                            | Dallas Mavericks                       |  |
| 1995-96 | Febrero   | 19 | Armon Gilliam                             | New Jersey Nets                        |  |
| 1995-96 | Febrero   | 26 | Shawn Kemp (5)                            | Seattle SuperSonics                    |  |
| 1995-96 | Marzo     | 4  | Hakeem Olajuwon (11) Shaquille O'Neal (5) | Houston Rockets Orlando Magic          |  |
| 1995-96 | Marzo     | 11 | Michael Jordan (20)                       | Chicago Bulls                          |  |
| 1995-96 | Marzo     | 18 | Grant Hill                                | Detroit Pistons                        |  |
| 1995-96 | Marzo     | 25 | Chris Gatling                             | Miami Heat                             |  |
| 1995-96 | Abril     | 1  | Arvydas Sabonis                           | Portland Trail Blazers                 |  |
| 1995-96 | Abril     | 8  | Kevin Johnson (4)                         | Phoenix Suns                           |  |
| 1995-96 | Abril     | 15 | Acie Earl                                 | Toronto Raptors                        |  |
| 1996-97 | Noviembre | 11 | Hakeem Olajuwon (12)                      | Houston Rockets                        |  |
| 1996-97 | Noviembre | 18 | Dale Ellis (2)                            | Denver Nuggets                         |  |
| 1996-97 | Noviembre | 25 | Charles Barkley (11) Karl Malone (14)     | Houston Rockets Utah Jazz              |  |
| 1996-97 | Diciembre | 2  | Dikembe Mutombo (5)                       | Atlanta Hawks                          |  |
| 1996-97 | Diciembre | 9  | Terry Mills                               | Detroit Pistons                        |  |
| 1996-97 | Diciembre | 16 | Shaquille O'Neal (6)                      | Los Angeles Lakers                     |  |
| 1996-97 | Diciembre | 23 | Terrell Brandon (2)                       | Cleveland Cavaliers                    |  |
| 1996-97 | Diciembre | 30 | Tim Hardaway (6)                          | Miami Heat                             |  |
| 1996-97 | Enero     | 6  | Glen Rice (2)                             | Charlotte Hornets                      |  |
| 1996-97 | Enero     | 13 | Glenn Robinson                            | Milwaukee Bucks                        |  |
| 1996-97 | Enero     | 20 | Grant Hill (2)                            | Detroit Pistons                        |  |
| 1996-97 | Enero     | 27 | Mitch Richmond (2)                        | Sacramento Kings                       |  |
| 1996-97 | Febrero   | 3  | Glen Rice (3)                             | Charlotte Hornets                      |  |
| 1996-97 | Febrero   | 17 | Alonzo Mourning (2)                       | Miami Heat                             |  |
| 1996-97 | Febrero   | 24 | Scottie Pippen (5)                        | Chicago Bulls                          |  |
| 1996-97 | Marzo     | 3  | Loy Vaught                                | Los Angeles Clippers                   |  |
| 1996-97 | Marzo     | 10 | Patrick Ewing (12)                        | New York Knicks                        |  |
| 1996-97 | Marzo     | 17 | Karl Malone (15)                          | Utah Jazz                              |  |
| 1996-97 | Marzo     | 24 | Karl Malone (16)                          | Utah Jazz                              |  |
| 1996-97 | Marzo     | 31 | Kevin Johnson (5)                         | Phoenix Suns                           |  |
| 1996-97 | Abril     | 7  | Grant Hill (3)                            | Detroit Pistons                        |  |
| 1996-97 | Abril     | 14 | Allen Iverson                             | Philadelphia 76ers                     |  |
| 1996-97 | Abril     | 21 | Chris Webber (2)                          | Washington Bullets                     |  |
| 1997-98 | Noviembre | 9  | Dikembe Mutombo (6)                       | Atlanta Hawks                          |  |
| 1997-98 | Noviembre | 16 | Shaquille O'Neal (7)                      | Los Angeles Lakers                     |  |
| 1997-98 | Noviembre | 23 | Michael Jordan (21)                       | Chicago Bulls                          |  |
| 1997-98 | Noviembre | 30 | Karl Malone (17)                          | Utah Jazz                              |  |
| 1997-98 | Diciembre | 7  | Wesley Person                             | Cleveland Cavaliers                    |  |
| 1997-98 | Diciembre | 14 | Glen Rice (4)                             | Charlotte Hornets                      |  |
| 1997-98 | Diciembre | 21 | Michael Jordan (22)                       | Chicago Bulls                          |  |
| 1997-98 | Diciembre | 28 | David Robinson (14)                       | San Antonio Spurs                      |  |
| 1997-98 | Enero     | 4  | Rik Smits (2)                             | Indiana Pacers                         |  |
| 1997-98 | Enero     | 11 | Steve Smith                               | Atlanta Hawks                          |  |
| 1997-98 | Enero     | 18 | Allen Iverson (2)                         | Philadelphia 76ers                     |  |
| 1997-98 | Enero     | 25 | Jayson Williams                           | New Jersey Nets                        |  |
| 1997-98 | Febrero   | 1  | David Robinson (15)                       | San Antonio Spurs                      |  |
| 1997-98 | Febrero   | 15 | Karl Malone (18)                          | Utah Jazz                              |  |
| 1997-98 | Febrero   | 22 | Nick Anderson (3)                         | Orlando Magic                          |  |
| 1997-98 | Marzo     | 1  | Tim Duncan                                | San Antonio Spurs                      |  |
| 1997-98 | Marzo     | 8  | Karl Malone (19)                          | Utah Jazz                              |  |
| 1997-98 | Marzo     | 15 | Jason Kidd (3)                            | Phoenix Suns                           |  |
| 1997-98 | Marzo     | 22 | Shaquille O'Neal (8)                      | Los Angeles Lakers                     |  |
| 1997-98 | Marzo     | 29 | Alonzo Mourning (3)                       | Miami Heat                             |  |
| 1997-98 | Abril     | 5  | Michael Jordan (23)                       | Chicago Bulls                          |  |
| 1997-98 | Abril     | 12 | Sam Cassell                               | New Jersey Nets                        |  |
| 1997-98 | Abril     | 19 | Jason Kidd (4)                            | Phoenix Suns                           |  |
| 1998-99 | Febrero   | 14 | Gary Payton (2)                           | Seattle SuperSonics                    |  |
| 1998-99 | Febrero   | 21 | Stephon Marbury                           | Minnesota Timberwolves                 |  |
| 1998-99 | Febrero   | 28 | Antonio McDyess                           | Denver Nuggets                         |  |
| 1998-99 | Marzo     | 7  | Tim Duncan (2)                            | San Antonio Spurs                      |  |
| 1998-99 | Marzo     | 14 | Alonzo Mourning (4)                       | Miami Heat                             |  |
| 1998-99 | Marzo     | 21 | Vince Carter                              | Toronto Raptors                        |  |
| 1998-99 | Marzo     | 28 | Darrell Armstrong                         | Orlando Magic                          |  |
| 1998-99 | Abril     | 4  | Kevin Garnett                             | Minnesota Timberwolves                 |  |
| 1998-99 | Abril     | 11 | Karl Malone (20)                          | Utah Jazz                              |  |
| 1998-99 | Abril     | 18 | Jason Kidd (5)                            | Phoenix Suns                           |  |
| 1998-99 | Abril     | 25 | Chris Webber (3)                          | Sacramento Kings                       |  |
| 1998-99 | Mayo      | 1  | Grant Hill (4)                            | Detroit Pistons                        |  |
| 1999-00 | Noviembre | 7  | Sam Cassell (2)                           | Milwaukee Bucks                        |  |
| 1999-00 | Noviembre | 14 | Kevin Garnett (2)                         | Minnesota Timberwolves                 |  |
| 1999-00 | Noviembre | 21 | Vince Carter (2)                          | Toronto Raptors                        |  |
| 1999-00 | Noviembre | 28 | Tim Duncan (3)                            | San Antonio Spurs                      |  |
| 1999-00 | Diciembre | 5  | Shaquille O'Neal (9)                      | Los Angeles Lakers                     |  |
| 1999-00 | Diciembre | 12 | Alonzo Mourning (5)                       | Miami Heat                             |  |
| 1999-00 | Diciembre | 19 | Jason Kidd (6)                            | Phoenix Suns                           |  |
| 1999-00 | Diciembre | 26 | Kevin Garnett (3)                         | Minnesota Timberwolves                 |  |
| 1999-00 | Enero     | 2  | Chris Webber (4)                          | Sacramento Kings                       |  |
| 1999-00 | Enero     | 9  | Grant Hill (5)                            | Detroit Pistons                        |  |
| 1999-00 | Enero     | 16 | Chris Webber (5)                          | Sacramento Kings                       |  |
| 1999-00 | Enero     | 23 | Steve Francis                             | Houston Rockets                        |  |
| 1999-00 | Enero     | 30 | Dikembe Mutombo (7)                       | Atlanta Hawks                          |  |
| 1999-00 | Febrero   | 6  | Michael Finley                            | Dallas Mavericks                       |  |
| 1999-00 | Febrero   | 20 | Shaquille O'Neal (10)                     | Los Angeles Lakers                     |  |
| 1999-00 | Febrero   | 27 | Vince Carter (3)                          | Toronto Raptors                        |  |
| 1999-00 | Marzo     | 5  | Karl Malone (21)                          | Utah Jazz                              |  |
| 1999-00 | Marzo     | 12 | Shaquille O'Neal (11)                     | Los Angeles Lakers                     |  |
| 1999-00 | Marzo     | 19 | Jalen Rose                                | Indiana Pacers                         |  |
| 1999-00 | Marzo     | 26 | Kevin Garnett (4)                         | Minnesota Timberwolves                 |  |
| 1999-00 | Abril     | 2  | Tim Duncan (4)                            | San Antonio Spurs                      |  |
| 1999-00 | Abril     | 9  | Alonzo Mourning (6)                       | Miami Heat                             |  |
| 1999-00 | Abril     | 16 | Kobe Bryant                               | Los Angeles Lakers                     |  |
| 2000-01 | Noviembre | 5  | John Stockton (6) Karl Malone (22)        | Utah Jazz                              |  |
| 2000-01 | Noviembre | 12 | Stephon Marbury (2)                       | New Jersey Nets                        |  |
| 2000-01 | Noviembre | 19 | Kevin Garnett (5)                         | Minnesota Timberwolves                 |  |
| 2000-01 | Noviembre | 26 | Baron Davis                               | Charlotte Hornets                      |  |
| 2000-01 | Diciembre | 3  | Antonio McDyess (2)                       | Denver Nuggets                         |  |
| 2000-01 | Diciembre | 10 | Chris Webber (6)                          | Sacramento Kings                       |  |
| 2000-01 | Diciembre | 17 | Glenn Robinson (2)                        | Milwaukee Bucks                        |  |
| 2000-01 | Diciembre | 24 | Kobe Bryant (2)                           | Los Angeles Lakers                     |  |
| 2000-01 | Diciembre | 31 | Aaron McKie                               | Philadelphia 76ers                     |  |
| 2000-01 | Enero     | 7  | Allen Iverson (3)                         | Philadelphia 76ers                     |  |
| 2000-01 | Enero     | 14 | Steve Francis (2)                         | Houston Rockets                        |  |
| 2000-01 | Enero     | 21 | Chris Webber (7)                          | Sacramento Kings                       |  |
| 2000-01 | Enero     | 28 | Tim Duncan (5)                            | San Antonio Spurs                      |  |
| 2000-01 | Febrero   | 4  | Darrell Armstrong (2)                     | Orlando Magic                          |  |
| 2000-01 | Febrero   | 18 | Allen Iverson (4)                         | Philadelphia 76ers                     |  |
| 2000-01 | Febrero   | 25 | Shawn Marion                              | Phoenix Suns                           |  |
| 2000-01 | Marzo     | 3  | Vince Carter (4)                          | Toronto Raptors                        |  |
| 2000-01 | Marzo     | 11 | Derek Anderson                            | San Antonio Spurs                      |  |
| 2000-01 | Marzo     | 18 | Cuttino Mobley                            | Houston Rockets                        |  |
| 2000-01 | Marzo     | 25 | Paul Pierce                               | Boston Celtics                         |  |
| 2000-01 | Abril     | 1  | Jason Kidd (7)                            | Phoenix Suns                           |  |
| 2000-01 | Abril     | 8  | Shaquille O'Neal (12)                     | Los Angeles Lakers                     |  |
| 2000-01 | Abril     | 15 | Ray Allen                                 | Milwaukee Bucks                        |  |

### 2001-presente
| Año     | Mes       | Día                                 | Conferencia Este           | Conferencia Este     | Conferencia Oeste                   | Conferencia Oeste               | Ref.    |
| Año     | Mes       | Día                                 | Jugador(es)                | Equipo(s)            | Jugador(es)                         | Equipo(s)                       | Ref.    |
| ------- | --------- | ----------------------------------- | -------------------------- | -------------------- | ----------------------------------- | ------------------------------- | ------- |
| 2001-02 | Noviembre | 4                                   | Ray Allen (2)              | Milwaukee Bucks      | Kobe Bryant (3)                     | Los Angeles Lakers              |         |
| 2001-02 | Noviembre | 11                                  | Vince Carter (5)           | Toronto Raptors      | Tim Duncan (6)                      | San Antonio Spurs               |         |
| 2001-02 | Noviembre | 18                                  | Allen Iverson (5)          | Philadelphia 76ers   | Kevin Garnett (6)                   | Minnesota Timberwolves          |         |
| 2001-02 | Noviembre | 25                                  | Shareef Abdur-Rahim        | Atlanta Hawks        | Tim Duncan (7)                      | San Antonio Spurs               |         |
| 2001-02 | Diciembre | 2                                   | Paul Pierce (2)            | Boston Celtics       | Stephon Marbury (3)                 | Phoenix Suns                    |         |
| 2001-02 | Diciembre | 9                                   | Andre Miller               | Cleveland Cavaliers  | Elton Brand                         | Los Angeles Clippers            |         |
| 2001-02 | Diciembre | 16                                  | Richard Hamilton           | Washington Wizards   | Steve Nash                          | Dallas Mavericks                |         |
| 2001-02 | Diciembre | 23                                  | Jermaine O'Neal            | Indiana Pacers       | Gary Payton (3)                     | Seattle SuperSonics             |         |
| 2001-02 | Diciembre | 30                                  | Jason Kidd (8)             | New Jersey Nets      | Tim Duncan (8)                      | San Antonio Spurs               |         |
| 2001-02 | Enero     | 6                                   | Eddie Jones                | Miami Heat           | Chris Webber (8)                    | Sacramento Kings                |         |
| 2001-02 | Enero     | 13                                  | Ray Allen (3)              | Milwaukee Bucks      | Kevin Garnett (7)                   | Minnesota Timberwolves          |         |
| 2001-02 | Enero     | 20                                  | Allen Iverson (6)          | Philadelphia 76ers   | Kobe Bryant (4)                     | Los Angeles Lakers              |         |
| 2001-02 | Enero     | 27                                  | Allen Iverson (7)          | Philadelphia 76ers   | Dirk Nowitzki                       | Dallas Mavericks                |         |
| 2001-02 | Febrero   | 3                                   | Jason Kidd (9)             | New Jersey Nets      | Shaquille O'Neal (13)               | Los Angeles Lakers              |         |
| 2001-02 | Febrero   | 17                                  | Andre Miller (2)           | Cleveland Cavaliers  | Karl Malone (23)                    | Utah Jazz                       |         |
| 2001-02 | Febrero   | 24                                  | Ben Wallace                | Detroit Pistons      | Shaquille O'Neal (14)               | Los Angeles Lakers              |         |
| 2001-02 | Marzo     | 3                                   | Allen Iverson (8)          | Philadelphia 76ers   | Rasheed Wallace                     | Portland Trail Blazers          |         |
| 2001-02 | Marzo     | 10                                  | Kurt Thomas                | New York Knicks      | Shaquille O'Neal (15)               | Los Angeles Lakers              |         |
| 2001-02 | Marzo     | 17                                  | Tracy McGrady              | Orlando Magic        | Tim Duncan (9)                      | San Antonio Spurs               |         |
| 2001-02 | Marzo     | 24                                  | Jason Kidd (10)            | New Jersey Nets      | Tim Duncan (10)                     | San Antonio Spurs               |         |
| 2001-02 | Marzo     | 31                                  | Ben Wallace (2)            | Detroit Pistons      | Shawn Marion (2)                    | Phoenix Suns                    |         |
| 2001-02 | Abril     | 7                                   | Paul Pierce (3)            | Boston Celtics       | Tim Duncan (11)                     | San Antonio Spurs               |         |
| 2001-02 | Abril     | 14                                  | Eric Snow                  | Philadelphia 76ers   | Michael Finley (2)                  | Dallas Mavericks                |         |
| 2002-03 | Noviembre | 2                                   | Glenn Robinson (3)         | Milwaukee Bucks      | Kobe Bryant (5)                     | Los Angeles Lakers              | [ 1 ]   |
| 2002-03 | Noviembre | 9                                   | Jerry Stackhouse           | Washington Wizards   | Dirk Nowitzki (2)                   | Dallas Mavericks                | [ 2 ]   |
| 2002-03 | Noviembre | 16                                  | Ron Artest                 | Indiana Pacers       | Rashard Lewis                       | Seattle SuperSonics             | [ 3 ]   |
| 2002-03 | Noviembre | 23                                  | Allen Iverson (9)          | Philadelphia 76ers   | Kevin Garnett (8)                   | Minnesota Timberwolves          | [ 4 ]   |
| 2002-03 | Noviembre | 30                                  | Allen Iverson (10)         | Philadelphia 76ers   | Stephon Marbury (4)                 | Phoenix Suns                    | [ 5 ]   |
| 2002-03 | Diciembre | 7                                   | Paul Pierce (4)            | Boston Celtics       | Kobe Bryant (6)                     | Los Angeles Lakers              | [ 6 ]   |
| 2002-03 | Diciembre | 14                                  | Antoine Walker             | Boston Celtics       | Chris Webber (9)                    | Sacramento Kings                | [ 7 ]   |
| 2002-03 | Diciembre | 21                                  | Jason Kidd (11)            | New Jersey Nets      | Tim Duncan (12)                     | San Antonio Spurs               | [ 8 ]   |
| 2002-03 | Diciembre | 28                                  | Lucious Harris             | New Jersey Nets      | Tim Duncan (13)                     | San Antonio Spurs               | [ 9 ]   |
| 2002-03 | Enero     | 4                                   | Michael Jordan (24)        | Washington Wizards   | Dirk Nowitzki (3)                   | Dallas Mavericks                | [ 10 ]  |
| 2002-03 | Enero     | 11                                  | Jermaine O'Neal (2)        | Indiana Pacers       | Kobe Bryant (7) Stephon Marbury (5) | Los Angeles Lakers Phoenix Suns | [ 11 ]  |
| 2002-03 | Enero     | 18                                  | Antoine Walker (2)         | Boston Celtics       | Steve Francis (3)                   | Houston Rockets                 | [ 12 ]  |
| 2002-03 | Enero     | 25                                  | Paul Pierce (5)            | Boston Celtics       | Tim Duncan (14)                     | San Antonio Spurs               | [ 13 ]  |
| 2002-03 | Febrero   | 1                                   | Chauncey Billups           | Detroit Pistons      | Kobe Bryant (8)                     | Los Angeles Lakers              | [ 14 ]  |
| 2002-03 | Febrero   | 15                                  | Allan Houston              | New York Knicks      | Tim Duncan (15)                     | San Antonio Spurs               | [ 15 ]  |
| 2002-03 | Febrero   | 22                                  | Tracy McGrady (2)          | Orlando Magic        | Kobe Bryant (9)                     | Los Angeles Lakers              | [ 16 ]  |
| 2002-03 | Marzo     | 1                                   | Michael Jordan (25)        | Washington Wizards   | Ray Allen (4)                       | Seattle SuperSonics             | [ 17 ]  |
| 2002-03 | Marzo     | 8                                   | Tracy McGrady (3)          | Orlando Magic        | Shaquille O'Neal (16)               | Los Angeles Lakers              | [ 18 ]  |
| 2002-03 | Marzo     | 15                                  | Allen Iverson (11)         | Philadelphia 76ers   | Steve Francis (4)                   | Houston Rockets                 | [ 19 ]  |
| 2002-03 | Marzo     | 23                                  | Ben Wallace (3)            | Detroit Pistons      | Predrag Stojaković                  | Sacramento Kings                | [ 20 ]  |
| 2002-03 | Marzo     | 30                                  | Richard Jefferson          | New Jersey Nets      | Tim Duncan (16)                     | San Antonio Spurs               | [ 21 ]  |
| 2002-03 | Abril     | 6                                   | Jason Kidd (12)            | New Jersey Nets      | Shaquille O'Neal (17)               | Los Angeles Lakers              | [ 22 ]  |
| 2002-03 | Abril     | 13                                  | Tracy McGrady (4)          | Orlando Magic        | Shawn Marion (3)                    | Phoenix Suns                    | [ 23 ]  |
| 2003-04 | Noviembre | 2                                   | Baron Davis (2)            | New Orleans Hornets  | Rashard Lewis (2)                   | Seattle SuperSonics             | [ 24 ]  |
| 2003-04 | Noviembre | 9                                   | Ron Artest (2)             | Indiana Pacers       | Andrei Kirilenko                    | Utah Jazz                       | [ 25 ]  |
| 2003-04 | Noviembre | 16                                  | Allen Iverson (12)         | Philadelphia 76ers   | Quentin Richardson                  | Los Angeles Clippers            | [ 26 ]  |
| 2003-04 | Noviembre | 23                                  | Chauncey Billups (2)       | Detroit Pistons      | Kevin Garnett (9)                   | Minnesota Timberwolves          | [ 27 ]  |
| 2003-04 | Noviembre | 30                                  | Dikembe Mutombo (8)        | New York Knicks      | Voshon Lenard                       | Denver Nuggets                  | [ 28 ]  |
| 2003-04 | Diciembre | 7                                   | Vince Carter (6)           | Toronto Raptors      | Shaquille O'Neal (18)               | Los Angeles Lakers              | [ 29 ]  |
| 2003-04 | Diciembre | 14                                  | Paul Pierce (6)            | Boston Celtics       | Predrag Stojaković (2)              | Sacramento Kings                | [ 30 ]  |
| 2003-04 | Diciembre | 21                                  | Tracy McGrady (5)          | Orlando Magic        | Kevin Garnett (10)                  | Minnesota Timberwolves          | [ 31 ]  |
| 2003-04 | Diciembre | 28                                  | Jason Kidd (13)            | New Jersey Nets      | Sam Cassell (3)                     | Minnesota Timberwolves          | [ 32 ]  |
| 2003-04 | Enero     | 4                                   | Ben Wallace (4)            | Detroit Pistons      | Elton Brand (2)                     | Los Angeles Clippers            | [ 33 ]  |
| 2003-04 | Enero     | 11                                  | Paul Pierce (7)            | Boston Celtics       | Ray Allen (5)                       | Seattle SuperSonics             | [ 34 ]  |
| 2003-04 | Enero     | 18                                  | Stephon Marbury (6)        | New York Knicks      | Michael Finley (3)                  | Dallas Mavericks                | [ 35 ]  |
| 2003-04 | Enero     | 25                                  | Carlos Boozer              | Cleveland Cavaliers  | Kevin Garnett (11)                  | Minnesota Timberwolves          | [ 36 ]  |
| 2003-04 | Febrero   | 1                                   | Jason Kidd (14)            | New Jersey Nets      | Kevin Garnett (12)                  | Minnesota Timberwolves          | [ 37 ]  |
| 2003-04 | Febrero   | 8                                   | Kenyon Martin              | New Jersey Nets      | Tim Duncan (17)                     | San Antonio Spurs               | [ 38 ]  |
| 2003-04 | Febrero   | 22                                  | Dwyane Wade                | Miami Heat           | Kobe Bryant (10)                    | Los Angeles Lakers              | [ 39 ]  |
| 2003-04 | Febrero   | 29                                  | Ben Wallace (5)            | Detroit Pistons      | Andrei Kirilenko (2)                | Utah Jazz                       | [ 40 ]  |
| 2003-04 | Marzo     | 7                                   | Lamar Odom                 | Miami Heat           | Yao Ming                            | Houston Rockets                 | [ 41 ]  |
| 2003-04 | Marzo     | 14                                  | Žydrūnas Ilgauskas         | Cleveland Cavaliers  | Carmelo Anthony                     | Denver Nuggets                  | [ 42 ]  |
| 2003-04 | Marzo     | 21                                  | Vince Carter (7)           | Toronto Raptors      | Shaquille O'Neal (19)               | Los Angeles Lakers              | [ 43 ]  |
| 2003-04 | Marzo     | 28                                  | Ron Artest (3)             | Indiana Pacers       | Kobe Bryant (11)                    | Los Angeles Lakers              | [ 44 ]  |
| 2003-04 | Abril     | 4                                   | Richard Jefferson (2)      | New Jersey Nets      | Dirk Nowitzki (4)                   | Dallas Mavericks                | [ 45 ]  |
| 2003-04 | Abril     | 11                                  | Jamaal Magloire            | New Orleans Hornets  | Carmelo Anthony (2)                 | Denver Nuggets                  | [ 46 ]  |
| 2004-05 | Noviembre | 7                                   | Dwyane Wade (2)            | Miami Heat           | Kevin Garnett (13)                  | Minnesota Timberwolves          |         |
| 2004-05 | Noviembre | 14                                  | LeBron James               | Cleveland Cavaliers  | Ray Allen (6)                       | Seattle SuperSonics             |         |
| 2004-05 | Noviembre | 21                                  | Grant Hill (6)             | Orlando Magic        | Amar'e Stoudemire                   | Phoenix Suns                    |         |
| 2004-05 | Noviembre | 28                                  | LeBron James (2)           | Cleveland Cavaliers  | Shawn Marion (4)                    | Phoenix Suns                    |         |
| 2004-05 | Diciembre | 5                                   | Gilbert Arenas             | Washington Wizards   | Dirk Nowitzki (5)                   | Dallas Mavericks                |         |
| 2004-05 | Diciembre | 12                                  | Richard Jefferson (3)      | New Jersey Nets      | Amar'e Stoudemire (2)               | Phoenix Suns                    |         |
| 2004-05 | Diciembre | 19                                  | Shaquille O'Neal (20)      | Miami Heat           | Shawn Marion (5)                    | Phoenix Suns                    |         |
| 2004-05 | Diciembre | 26                                  | Allen Iverson (13)         | Philadelphia 76ers   | Steve Nash (2)                      | Phoenix Suns                    |         |
| 2004-05 | Enero     | 2                                   | Stephon Marbury (7)        | New York Knicks      | Pau Gasol                           | Memphis Grizzlies               |         |
| 2004-05 | Enero     | 9                                   | Chris Bosh                 | Toronto Raptors      | Bruce Bowen                         | San Antonio Spurs               |         |
| 2004-05 | Enero     | 16                                  | Larry Hughes               | Washington Wizards   | Tracy McGrady (6)                   | Houston Rockets                 |         |
| 2004-05 | Enero     | 23                                  | LeBron James (3)           | Cleveland Cavaliers  | Jason Terry                         | Dallas Mavericks                |         |
| 2004-05 | Enero     | 30                                  | Vince Carter (8)           | New Jersey Nets      | Brad Miller                         | Sacramento Kings                |         |
| 2004-05 | Febrero   | 6                                   | Paul Pierce (8)            | Boston Celtics       | Tracy McGrady (7)                   | Houston Rockets                 |         |
| 2004-05 | Febrero   | 13                                  | Allen Iverson (14)         | Philadelphia 76ers   | Steve Nash (3)                      | Phoenix Suns                    |         |
| 2004-05 | Febrero   | 28                                  | Jalen Rose (2)             | Toronto Raptors      | Mike Bibby                          | Sacramento Kings                |         |
| 2004-05 | Marzo     | 7                                   | Allen Iverson (15)         | Philadelphia 76ers   | Marcus Camby                        | Denver Nuggets                  |         |
| 2004-05 | Marzo     | 14                                  | Paul Pierce (9)            | Boston Celtics       | Tracy McGrady (8)                   | Houston Rockets                 |         |
| 2004-05 | Marzo     | 21                                  | Chauncey Billups (3)       | Detroit Pistons      | Jason Richardson                    | Golden State Warriors           |         |
| 2004-05 | Marzo     | 28                                  | Allen Iverson (16)         | Philadelphia 76ers   | Ray Allen (7)                       | Seattle SuperSonics             |         |
| 2004-05 | Abril     | 4                                   | Reggie Miller (3)          | Indiana Pacers       | Baron Davis (3)                     | Golden State Warriors           | [ 47 ]  |
| 2004-05 | Abril     | 11                                  | Vince Carter (9)           | New Jersey Nets      | Baron Davis (4)                     | Golden State Warriors           |         |
| 2004-05 | Abril     | 18                                  | Jason Kidd (15)            | New Jersey Nets      | Tracy McGrady (9)                   | Houston Rockets                 |         |
| 2005-06 | Noviembre | 7                                   | T.J. Ford                  | Milwaukee Bucks      | Kobe Bryant (12)                    | Los Angeles Lakers              |         |
| 2005-06 | Noviembre | 13                                  | Gilbert Arenas (2)         | Washington Wizards   | Marcus Camby (2)                    | Denver Nuggets                  | [ 48 ]  |
| 2005-06 | Noviembre | 20                                  | LeBron James (4)           | Cleveland Cavaliers  | Elton Brand (3)                     | Los Angeles Clippers            | [ 49 ]  |
| 2005-06 | Noviembre | 27                                  | Gerald Wallace             | Charlotte Bobcats    | Steve Nash (4)                      | Phoenix Suns                    | [ 50 ]  |
| 2005-06 | Diciembre | 4                                   | Dwyane Wade (3)            | Miami Heat           | Baron Davis (5)                     | Golden State Warriors           | [ 51 ]  |
| 2005-06 | Diciembre | 11                                  | Allen Iverson (17)         | Philadelphia 76ers   | Elton Brand (4)                     | Los Angeles Clippers            |         |
| 2005-06 | Diciembre | 18                                  | Joe Johnson                | Atlanta Hawks        | Kobe Bryant (13)                    | Los Angeles Lakers              |         |
| 2005-06 | Diciembre | 25                                  | Vince Carter (10)          | New Jersey Nets      | Kobe Bryant (14)                    | Los Angeles Lakers              |         |
| 2005-06 | Enero     | 1                                   | Dwyane Wade (4)            | Miami Heat           | Shawn Marion (6)                    | Phoenix Suns                    | [ 52 ]  |
| 2005-06 | Enero     | 8                                   | Mike James                 | Toronto Raptors      | Steve Nash (5)                      | Phoenix Suns                    | [ 53 ]  |
| 2005-06 | Enero     | 15                                  | Allen Iverson (18)         | Philadelphia 76ers   | Kevin Garnett (14)                  | Minnesota Timberwolves          | [ 54 ]  |
| 2005-06 | Enero     | 22                                  | Richard Hamilton (2)       | Detroit Pistons      | Kobe Bryant (15)                    | Los Angeles Lakers              |         |
| 2005-06 | Enero     | 29                                  | LeBron James (5)           | Cleveland Cavaliers  | Elton Brand (5)                     | Los Angeles Clippers            |         |
| 2005-06 | Febrero   | 5                                   | Chris Bosh (2)             | Toronto Raptors      | Chris Paul                          | New Orleans Hornets             |         |
| 2005-06 | Febrero   | 12                                  | Gilbert Arenas (3)         | Washington Wizards   | Tony Parker                         | San Antonio Spurs               |         |
| 2005-06 | Febrero   | 26                                  | Gilbert Arenas (4)         | Washington Wizards   | Yao Ming (2)                        | Houston Rockets                 |         |
| 2005-06 | Marzo     | 5                                   | Allen Iverson (19)         | Philadelphia 76ers   | Pau Gasol (2)                       | Memphis Grizzlies               | [ 55 ]  |
| 2005-06 | Marzo     | 12                                  | Paul Pierce (10)           | Boston Celtics       | Mike Bibby (2)                      | Sacramento Kings                | [ 56 ]  |
| 2005-06 | Marzo     | 19                                  | LeBron James (6)           | Cleveland Cavaliers  | Carmelo Anthony (3)                 | Denver Nuggets                  |         |
| 2005-06 | Marzo     | 26                                  | LeBron James (7)           | Cleveland Cavaliers  | Pau Gasol (3)                       | Memphis Grizzlies               |         |
| 2005-06 | Abril     | 2                                   | LeBron James (8)           | Cleveland Cavaliers  | Yao Ming (3)                        | Houston Rockets                 |         |
| 2005-06 | Abril     | 9                                   | Jamal Crawford             | New York Knicks      | Chris Wilcox                        | Seattle SuperSonics             | [ 57 ]  |
| 2005-06 | Abril     | 16                                  | Ben Gordon                 | Chicago Bulls        | Kobe Bryant (16)                    | Los Angeles Lakers              | [ 58 ]  |
| 2006-07 | Noviembre | 5                                   | Allen Iverson (20)         | Philadelphia 76ers   | Carlos Boozer (2)                   | Utah Jazz                       | [ 59 ]  |
| 2006-07 | Noviembre | 12                                  | Joe Johnson (2)            | Atlanta Hawks        | Yao Ming (4)                        | Houston Rockets                 | [ 60 ]  |
| 2006-07 | Noviembre | 19                                  | LeBron James (9)           | Cleveland Cavaliers  | Dirk Nowitzki (6)                   | Dallas Mavericks                |         |
| 2006-07 | Noviembre | 26                                  | Dwight Howard              | Orlando Magic        | Carmelo Anthony (4)                 | Denver Nuggets                  |         |
| 2006-07 | Diciembre | 4                                   | Michael Redd               | Milwaukee Bucks      | Carmelo Anthony (5)                 | Denver Nuggets                  |         |
| 2006-07 | Diciembre | 11                                  | Gilbert Arenas (5)         | Washington Wizards   | Steve Nash (6)                      | Phoenix Suns                    | [ 61 ]  |
| 2006-07 | Diciembre | 18                                  | Gilbert Arenas (6)         | Washington Wizards   | Carlos Boozer (3)                   | Utah Jazz                       | [ 62 ]  |
| 2006-07 | Diciembre | 24                                  | Maurice Williams           | Milwaukee Bucks      | Josh Howard                         | Dallas Mavericks                | [ 63 ]  |
| 2006-07 | Enero     | 1                                   | Michael Redd (2)           | Milwaukee Bucks      | Josh Howard (2)                     | Dallas Mavericks                | [ 64 ]  |
| 2006-07 | Enero     | 8                                   | Gilbert Arenas (7)         | Washington Wizards   | Kevin Garnett (15)                  | Minnesota Timberwolves          |         |
| 2006-07 | Enero     | 15                                  | Dwyane Wade (5)            | Miami Heat           | Dirk Nowitzki (7)                   | Dallas Mavericks                |         |
| 2006-07 | Enero     | 22                                  | Caron Butler               | Washington Wizards   | Steve Nash (7)                      | Phoenix Suns                    | [ 65 ]  |
| 2006-07 | Enero     | 29                                  | Ben Gordon (2)             | Chicago Bulls        | Steve Nash (8)                      | Phoenix Suns                    |         |
| 2006-07 | Febrero   | 5                                   | Dwyane Wade (6)            | Miami Heat           | Mehmet Okur                         | Utah Jazz                       | [ 66 ]  |
| 2006-07 | Febrero   | 12                                  | Dwyane Wade (7)            | Miami Heat           | Carmelo Anthony (6)                 | Denver Nuggets                  |         |
| 2006-07 | Febrero   | 26                                  | Vince Carter (11)          | New Jersey Nets      | Amar'e Stoudemire (3)               | Phoenix Suns                    | [ 67 ]  |
| 2006-07 | Marzo     | 4                                   | Al Jefferson               | Boston Celtics       | Kevin Martin                        | Sacramento Kings                | [ 68 ]  |
| 2006-07 | Marzo     | 11                                  | LeBron James (10)          | Cleveland Cavaliers  | Manu Ginóbili                       | San Antonio Spurs               |         |
| 2006-07 | Marzo     | 18                                  | Jason Kidd (16)            | New Jersey Nets      | Kobe Bryant (17)                    | Los Angeles Lakers              |         |
| 2006-07 | Marzo     | 25                                  | Gerald Wallace (2)         | Charlotte Bobcats    | Kobe Bryant (18)                    | Los Angeles Lakers              |         |
| 2006-07 | Abril     | 1                                   | Chris Bosh (3)             | Toronto Raptors      | Yao Ming (5)                        | Houston Rockets                 |         |
| 2006-07 | Abril     | 8                                   | Gerald Wallace (3)         | Charlotte Bobcats    | Tim Duncan (18)                     | San Antonio Spurs               |         |
| 2006-07 | Abril     | 15                                  | Ben Gordon (3)             | Chicago Bulls        | Tracy McGrady (10)                  | Houston Rockets                 | [ 69 ]  |
| 2007-08 | Noviembre | 5                                   | Danny Granger              | Indiana Pacers       | Tracy McGrady (11)                  | Houston Rockets                 | [ 70 ]  |
| 2007-08 | Noviembre | 12                                  | Kevin Garnett (16)         | Boston Celtics       | Yao Ming (6)                        | Houston Rockets                 | [ 71 ]  |
| 2007-08 | Noviembre | 19                                  | Dwight Howard (2)          | Orlando Magic        | Allen Iverson (21)                  | Denver Nuggets                  | [ 72 ]  |
| 2007-08 | Noviembre | 26                                  | LeBron James (11)          | Cleveland Cavaliers  | Tony Parker (2)                     | San Antonio Spurs               |         |
| 2007-08 | Diciembre | 3                                   | Dwight Howard (3)          | Orlando Magic        | Stephen Jackson                     | Golden State Warriors           | [ 73 ]  |
| 2007-08 | Diciembre | 10                                  | Josh Smith                 | Atlanta Hawks        | Brandon Roy                         | Portland Trail Blazers          | [ 74 ]  |
| 2007-08 | Diciembre | 17                                  | Paul Pierce (11)           | Boston Celtics       | Brandon Roy (2)                     | Portland Trail Blazers          | [ 75 ]  |
| 2007-08 | Diciembre | 24                                  | Joe Johnson (3)            | Atlanta Hawks        | Carmelo Anthony (7)                 | Denver Nuggets                  |         |
| 2007-08 | Diciembre | 30                                  | Paul Pierce (12)           | Boston Celtics       | Chris Paul (2)                      | New Orleans Hornets             |         |
| 2007-08 | Enero     | 7                                   | LeBron James (12)          | Cleveland Cavaliers  | Allen Iverson (22)                  | Denver Nuggets                  |         |
| 2007-08 | Enero     | 14                                  | Chris Bosh (4)             | Toronto Raptors      | Kobe Bryant (19)                    | Los Angeles Lakers              | [ 76 ]  |
| 2007-08 | Enero     | 21                                  | Gerald Wallace (4)         | Charlotte Bobcats    | Baron Davis (6)                     | Golden State Warriors           | [ 77 ]  |
| 2007-08 | Enero     | 28                                  | Hedo Turkoglu              | Orlando Magic        | Al Jefferson (2)                    | Minnesota Timberwolves          | [ 78 ]  |
| 2007-08 | Febrero   | 4                                   | Hedo Turkoglu (2)          | Orlando Magic        | Brad Miller (2)                     | Sacramento Kings                | [ 79 ]  |
| 2007-08 | Febrero   | 11                                  | Andre Miller (3)           | Philadelphia 76ers   | Amar'e Stoudemire (4)               | Phoenix Suns                    |         |
| 2007-08 | Febrero   | 25                                  | LeBron James (13)          | Cleveland Cavaliers  | Manu Ginóbili (2)                   | San Antonio Spurs               |         |
| 2007-08 | Marzo     | 3                                   | Andre Miller (4)           | Philadelphia 76ers   | Kobe Bryant (20)                    | Los Angeles Lakers              |         |
| 2007-08 | Marzo     | 10                                  | Jason Richardson (2)       | Charlotte Bobcats    | Tracy McGrady (12)                  | Houston Rockets                 |         |
| 2007-08 | Marzo     | 17                                  | Antawn Jamison             | Washington Wizards   | Amar'e Stoudemire (5)               | Phoenix Suns                    |         |
| 2007-08 | Marzo     | 24                                  | Kevin Garnett (17)         | Boston Celtics       | Chris Paul (3)                      | New Orleans Hornets             |         |
| 2007-08 | Marzo     | 31                                  | Jason Richardson (3)       | Charlotte Bobcats    | Carmelo Anthony (8)                 | Denver Nuggets                  |         |
| 2007-08 | Abril     | 7                                   | Joe Johnson (4)            | Atlanta Hawks        | Kobe Bryant (21)                    | Los Angeles Lakers              |         |
| 2007-08 | Abril     | 14                                  | Kevin Garnett (18)         | Boston Celtics       | Allen Iverson (23)                  | Denver Nuggets                  |         |
| 2008-09 | Noviembre | 2                                   | Chris Bosh (5)             | Toronto Raptors      | Chris Paul (4)                      | New Orleans Hornets             |         |
| 2008-09 | Noviembre | 9                                   | LeBron James (14)          | Cleveland Cavaliers  | Amar'e Stoudemire (6)               | Phoenix Suns                    |         |
| 2008-09 | Noviembre | 16                                  | LeBron James (15)          | Cleveland Cavaliers  | Chauncey Billups (4)                | Denver Nuggets                  |         |
| 2008-09 | Noviembre | 23                                  | Dwyane Wade (8)            | Miami Heat           | Dirk Nowitzki (8)                   | Dallas Mavericks                |         |
| 2008-09 | Noviembre | 30                                  | Devin Harris               | New Jersey Nets      | Brandon Roy (3)                     | Portland Trail Blazers          |         |
| 2008-09 | Diciembre | 7                                   | Dwyane Wade (9)            | Miami Heat           | Dirk Nowitzki (9)                   | Dallas Mavericks                |         |
| 2008-09 | Diciembre | 14                                  | Al Harrington              | New York Knicks      | Tim Duncan (19)                     | San Antonio Spurs               |         |
| 2008-09 | Diciembre | 21                                  | Jameer Nelson              | Orlando Magic        | Chris Paul (5)                      | New Orleans Hornets             |         |
| 2008-09 | Diciembre | 28                                  | LeBron James (16)          | Cleveland Cavaliers  | Kobe Bryant (22)                    | Los Angeles Lakers              |         |
| 2008-09 | Enero     | 4                                   | Rodney Stuckey             | Detroit Pistons      | Al Jefferson (3)                    | Minnesota Timberwolves          | [ 80 ]  |
| 2008-09 | Enero     | 11                                  | Dwight Howard (4)          | Orlando Magic        | Kobe Bryant (23)                    | Los Angeles Lakers              |         |
| 2008-09 | Enero     | 18                                  | Jameer Nelson (2)          | Orlando Magic        | Chris Paul (6)                      | New Orleans Hornets             |         |
| 2008-09 | Enero     | 25                                  | LeBron James (17)          | Cleveland Cavaliers  | Andrew Bynum                        | Los Angeles Lakers              | [ 81 ]  |
| 2008-09 | Febrero   | 1                                   | David Lee                  | New York Knicks      | Tony Parker (3)                     | San Antonio Spurs               | [ 82 ]  |
| 2008-09 | Febrero   | 8                                   | LeBron James (18)          | Cleveland Cavaliers  | Pau Gasol (4)                       | Los Angeles Lakers              |         |
| 2008-09 | Febrero   | 22                                  | Dwight Howard (5)          | Orlando Magic        | Pau Gasol (5)                       | Los Angeles Lakers              |         |
| 2008-09 | Marzo     | 1                                   | Devin Harris (2)           | New Jersey Nets      | David West                          | New Orleans Hornets             | [ 83 ]  |
| 2008-09 | Marzo     | 8                                   | Dwyane Wade (10)           | Miami Heat           | Deron Williams                      | Utah Jazz                       |         |
| 2008-09 | Marzo     | 15                                  | LeBron James (19)          | Cleveland Cavaliers  | Kobe Bryant (24)                    | Los Angeles Lakers              |         |
| 2008-09 | Marzo     | 22                                  | LeBron James (20)          | Cleveland Cavaliers  | Chris Paul (7)                      | New Orleans Hornets             |         |
| 2008-09 | Marzo     | 29                                  | Dwight Howard (6)          | Orlando Magic        | Tony Parker (4)                     | San Antonio Spurs               | [ 84 ]  |
| 2008-09 | Abril     | 6                                   | Dwight Howard (7)          | Orlando Magic        | Jason Kidd (17)                     | Dallas Mavericks                | [ 85 ]  |
| 2008-09 | Abril     | 13                                  | Ben Gordon (4)             | Chicago Bulls        | Brandon Roy (4)                     | Portland Trail Blazers          | [ 86 ]  |
| 2009-10 | Noviembre | 1                                   | Dwight Howard (8)          | Orlando Magic        | Carmelo Anthony (9)                 | Denver Nuggets                  | [ 87 ]  |
| 2009-10 | Noviembre | 8                                   | Joe Johnson (5)            | Atlanta Hawks        | Chris Kaman                         | Los Angeles Clippers            | [ 88 ]  |
| 2009-10 | Noviembre | 15                                  | Brandon Jennings           | Milwaukee Bucks      | Dirk Nowitzki (10)                  | Dallas Mavericks                | [ 89 ]  |
| 2009-10 | Noviembre | 22                                  | LeBron James (21)          | Cleveland Cavaliers  | Kobe Bryant (25)                    | Los Angeles Lakers              | [ 90 ]  |
| 2009-10 | Noviembre | 29                                  | Gerald Wallace (5)         | Charlotte Bobcats    | Tim Duncan (20)                     | San Antonio Spurs               | [ 91 ]  |
| 2009-10 | Diciembre | 6                                   | Kevin Garnett (19)         | Boston Celtics       | Carlos Boozer (4)                   | Utah Jazz                       | [ 92 ]  |
| 2009-10 | Diciembre | 13                                  | Rodney Stuckey (2)         | Detroit Pistons      | Deron Williams (2)                  | Utah Jazz                       | [ 93 ]  |
| 2009-10 | Diciembre | 20                                  | Dwight Howard (9)          | Orlando Magic        | Kobe Bryant (26)                    | Los Angeles Lakers              | [ 94 ]  |
| 2009-10 | Diciembre | 27                                  | LeBron James (22)          | Cleveland Cavaliers  | Kobe Bryant (27)                    | Los Angeles Lakers              | [ 95 ]  |
| 2009-10 | Enero     | 3                                   | Derrick Rose               | Chicago Bulls        | Kevin Durant                        | Oklahoma City Thunder           | [ 96 ]  |
| 2009-10 | Enero     | 10                                  | LeBron James (23)          | Cleveland Cavaliers  | Chris Kaman (2)                     | Los Angeles Clippers            | [ 97 ]  |
| 2009-10 | Enero     | 17                                  | Stephen Jackson (2)        | Charlotte Bobcats    | Carmelo Anthony (10)                | Denver Nuggets                  | [ 98 ]  |
| 2009-10 | Enero     | 24                                  | LeBron James (24)          | Cleveland Cavaliers  | Chauncey Billups (5)                | Denver Nuggets                  | [ 99 ]  |
| 2009-10 | Enero     | 31                                  | Chris Bosh (6)             | Toronto Raptors      | Kevin Durant (2)                    | Oklahoma City Thunder           | [ 100 ] |
| 2009-10 | Febrero   | 7                                   | LeBron James (25)          | Cleveland Cavaliers  | Russell Westbrook                   | Oklahoma City Thunder           | [ 101 ] |
| 2009-10 | Febrero   | 21                                  | Dwight Howard (10)         | Orlando Magic        | Carlos Boozer (5)                   | Utah Jazz                       | [ 102 ] |
| 2009-10 | Febrero   | 28                                  | LeBron James (26)          | Cleveland Cavaliers  | Dirk Nowitzki (11)                  | Dallas Mavericks                | [ 103 ] |
| 2009-10 | Marzo     | 7                                   | Dwyane Wade (11)           | Miami Heat           | Dirk Nowitzki (12)                  | Dallas Mavericks                | [ 104 ] |
| 2009-10 | Marzo     | 14                                  | Andrew Bogut               | Milwaukee Bucks      | Brandon Roy (5)                     | Portland Trail Blazers          | [ 105 ] |
| 2009-10 | Marzo     | 21                                  | Paul Pierce (13)           | Boston Celtics       | Pau Gasol (6)                       | Los Angeles Lakers              | [ 106 ] |
| 2009-10 | Marzo     | 28                                  | Dwyane Wade (12)           | Miami Heat           | Manu Ginóbili (3)                   | San Antonio Spurs               | [ 107 ] |
| 2009-10 | Abril     | 4                                   | Chris Bosh (7)             | Toronto Raptors      | Kevin Durant (3)                    | Oklahoma City Thunder           | [ 108 ] |
| 2009-10 | Abril     | 11                                  | Dwight Howard (11)         | Orlando Magic        | Dirk Nowitzki (13)                  | Dallas Mavericks                | [ 109 ] |
| 2010-11 | Octubre   | 31                                  | Rajon Rondo                | Boston Celtics       | Pau Gasol (7)                       | Los Angeles Lakers              | [ 110 ] |
| 2010-11 | Noviembre | 7                                   | Dwight Howard (12)         | Orlando Magic        | Chris Paul (8)                      | New Orleans Hornets             | [ 111 ] |
| 2010-11 | Noviembre | 14                                  | Derrick Rose (2)           | Chicago Bulls        | Deron Williams (3)                  | Utah Jazz                       | [ 112 ] |
| 2010-11 | Noviembre | 21                                  | Amar'e Stoudemire (7)      | New York Knicks      | Russell Westbrook (2)               | Oklahoma City Thunder           | [ 113 ] |
| 2010-11 | Noviembre | 28                                  | Dwight Howard (13)         | Orlando Magic        | Dirk Nowitzki (14)                  | Dallas Mavericks                | [ 114 ] |
| 2010-11 | Diciembre | 5                                   | Amar'e Stoudemire (8)      | New York Knicks      | Russell Westbrook (3)               | Oklahoma City Thunder           | [ 115 ] |
| 2010-11 | Diciembre | 12                                  | Dwyane Wade (13)           | Miami Heat           | Dirk Nowitzki (15)                  | Dallas Mavericks                | [ 116 ] |
| 2010-11 | Diciembre | 19                                  | Paul Pierce (14)           | Boston Celtics       | Tony Parker (5)                     | San Antonio Spurs               | [ 117 ] |
| 2010-11 | Diciembre | 26                                  | LeBron James (27)          | Miami Heat           | Monta Ellis                         | Golden State Warriors           | [ 118 ] |
| 2010-11 | Enero     | 2                                   | Dwyane Wade (14)           | Miami Heat           | Chauncey Billups (6)                | Denver Nuggets                  | [ 119 ] |
| 2010-11 | Enero     | 9                                   | LeBron James (28)          | Miami Heat           | Zach Randolph                       | Memphis Grizzlies               | [ 120 ] |
| 2010-11 | Enero     | 16                                  | Derrick Rose (3)           | Chicago Bulls        | Russell Westbrook (4)               | Oklahoma City Thunder           | [ 121 ] |
| 2010-11 | Enero     | 23                                  | Dwight Howard (14)         | Orlando Magic        | LaMarcus Aldridge                   | Portland Trail Blazers          | [ 122 ] |
| 2010-11 | Enero     | 30                                  | LeBron James (29)          | Miami Heat           | Zach Randolph (2)                   | Memphis Grizzlies               | [ 123 ] |
| 2010-11 | Febrero   | 6                                   | LeBron James (30)          | Miami Heat           | Kevin Durant (4)                    | Oklahoma City Thunder           | [ 124 ] |
| 2010-11 | Febrero   | 13                                  | Dwight Howard (15)         | Orlando Magic        | LaMarcus Aldridge (2)               | Portland Trail Blazers          | [ 125 ] |
| 2010-11 | Febrero   | 27                                  | Dwight Howard (16)         | Orlando Magic        | Kevin Martin (2)                    | Houston Rockets                 | [ 126 ] |
| 2010-11 | Marzo     | 6                                   | Paul Pierce (15)           | Boston Celtics       | Russell Westbrook (5)               | Oklahoma City Thunder           | [ 127 ] |
| 2010-11 | Marzo     | 13                                  | Dwyane Wade (15)           | Miami Heat           | Tony Parker (6)                     | San Antonio Spurs               | [ 128 ] |
| 2010-11 | Marzo     | 20                                  | LeBron James (31)          | Miami Heat           | Kyle Lowry                          | Houston Rockets                 | [ 129 ] |
| 2010-11 | Marzo     | 27                                  | Dwight Howard (17)         | Orlando Magic        | Kobe Bryant (28)                    | Los Angeles Lakers              | [ 130 ] |
| 2010-11 | Abril     | 3                                   | Carmelo Anthony (11)       | New York Knicks      | Zach Randolph (3)                   | Memphis Grizzlies               | [ 131 ] |
| 2010-11 | Abril     | 10                                  | Carmelo Anthony (12)       | New York Knicks      | Kevin Durant (5)                    | Oklahoma City Thunder           | [ 132 ] |
| 2011-12 | Enero     | 1                                   | LeBron James (32)          | Miami Heat           | Kevin Durant (6)                    | Oklahoma City Thunder           | [ 133 ] |
| 2011-12 | Enero     | 8                                   | LeBron James (33)          | Miami Heat           | Kobe Bryant (29)                    | Los Angeles Lakers              | [ 134 ] |
| 2011-12 | Enero     | 15                                  | Derrick Rose (4)           | Chicago Bulls        | Kobe Bryant (30)                    | Los Angeles Lakers              | [ 135 ] |
| 2011-12 | Enero     | 22                                  | Dwight Howard (18)         | Orlando Magic        | Marc Gasol                          | Memphis Grizzlies               | [ 136 ] |
| 2011-12 | Enero     | 29                                  | LeBron James (34)          | Miami Heat           | Russell Westbrook (6)               | Oklahoma City Thunder           | [ 137 ] |
| 2011-12 | Febrero   | 5                                   | Paul Pierce (16)           | Boston Celtics       | Tony Parker (7)                     | San Antonio Spurs               | [ 138 ] |
| 2011-12 | Febrero   | 12                                  | Jeremy Lin                 | New York Knicks      | Russell Westbrook (7)               | Oklahoma City Thunder           | [ 139 ] |
| 2011-12 | Febrero   | 19                                  | LeBron James (35)          | Miami Heat           | Kevin Durant (7)                    | Oklahoma City Thunder           | [ 140 ] |
| 2011-12 | Marzo     | 4                                   | Derrick Rose (5)           | Chicago Bulls        | Ty Lawson                           | Denver Nuggets                  | [ 141 ] |
| 2011-12 | Marzo     | 11                                  | Ersan Ilyasova             | Milwaukee Bucks      | Monta Ellis (2)                     | Golden State Warriors           | [ 142 ] |
| 2011-12 | Marzo     | 18                                  | Drew Gooden                | Milwaukee Bucks      | Andrew Bynum (2)                    | Los Angeles Lakers              | [ 143 ] |
| 2011-12 | Marzo     | 25                                  | Joe Johnson (6)            | Atlanta Hawks        | Kevin Durant (8)                    | Oklahoma City Thunder           | [ 144 ] |
| 2011-12 | Abril     | 1                                   | Paul Pierce (17)           | Boston Celtics       | Chris Paul (9)                      | Los Angeles Clippers            | [ 145 ] |
| 2011-12 | Abril     | 8                                   | LeBron James (36)          | Miami Heat           | Goran Dragić                        | Houston Rockets                 | [ 146 ] |
| 2011-12 | Abril     | 15                                  | Kevin Garnett (20)         | Boston Celtics       | Andrew Bynum (3)                    | Los Angeles Lakers              | [ 147 ] |
| 2011-12 | Abril     | 22                                  | LeBron James (37)          | Miami Heat           | Al Jefferson (4)                    | Utah Jazz                       | [ 148 ] |
| 2012-13 | Noviembre | 4                                   | Brandon Jennings (2)       | Milwaukee Bucks      | James Harden                        | Houston Rockets                 | [ 149 ] |
| 2012-13 | Noviembre | 11                                  | LeBron James (38)          | Miami Heat           | Kenneth Faried                      | Denver Nuggets                  | [ 150 ] |
| 2012-13 | Noviembre | 18                                  | LeBron James (39)          | Miami Heat           | Kevin Durant (9)                    | Oklahoma City Thunder           | [ 151 ] |
| 2012-13 | Noviembre | 25                                  | Al Horford                 | Atlanta Hawks        | Tim Duncan (21)                     | San Antonio Spurs               | [ 152 ] |
| 2012-13 | Diciembre | 2                                   | Carmelo Anthony (13)       | New York Knicks      | Kevin Durant (10)                   | Oklahoma City Thunder           | [ 153 ] |
| 2012-13 | Diciembre | 9                                   | Josh Smith (2)             | Atlanta Hawks        | Blake Griffin                       | Los Angeles Clippers            | [ 154 ] |
| 2012-13 | Diciembre | 16                                  | Paul George                | Indiana Pacers       | David Lee (2)                       | Golden State Warriors           | [ 155 ] |
| 2012-13 | Diciembre | 24                                  | LeBron James (40)          | Miami Heat           | Chris Paul (10)                     | Los Angeles Clippers            | [ 156 ] |
| 2012-13 | Diciembre | 31                                  | Monta Ellis (3)            | Milwaukee Bucks      | Greivis Vásquez                     | New Orleans Hornets             | [ 157 ] |
| 2012-13 | Enero     | 6                                   | Carmelo Anthony (14)       | New York Knicks      | James Harden (2)                    | Houston Rockets                 | [ 158 ] |
| 2012-13 | Enero     | 13                                  | Brandon Jennings (3)       | Milwaukee Bucks      | Kevin Durant (11)                   | Oklahoma City Thunder           | [ 159 ] |
| 2012-13 | Enero     | 20                                  | Carlos Boozer (6)          | Chicago Bulls        | Kevin Durant (12)                   | Oklahoma City Thunder           | [ 160 ] |
| 2012-13 | Enero     | 27                                  | Kyrie Irving               | Cleveland Cavaliers  | Tony Parker                         | San Antonio Spurs               | [ 161 ] |
| 2012-13 | Febrero   | 3                                   | Nate Robinson              | Chicago Bulls        | David Lee (3)                       | Golden State Warriors           | [ 162 ] |
| 2012-13 | Febrero   | 10                                  | LeBron James (41)          | Miami Heat           | Russell Westbrook (8)               | Oklahoma City Thunder           | [ 163 ] |
| 2012-13 | Febrero   | 24                                  | LeBron James (42)          | Miami Heat           | Kobe Bryant (31)                    | Los Angeles Lakers              | [ 164 ] |
| 2012-13 | Marzo     | 3                                   | Monta Ellis (4)            | Milwaukee Bucks      | Ty Lawson (2)                       | Denver Nuggets                  | [ 165 ] |
| 2012-13 | Marzo     | 10                                  | Dwyane Wade (16)           | Miami Heat           | Kobe Bryant (32)                    | Los Angeles Lakers              | [ 166 ] |
| 2012-13 | Marzo     | 17                                  | John Wall                  | Washington Wizards   | LaMarcus Aldridge (3)               | Portland Trail Blazers          | [ 167 ] |
| 2012-13 | Marzo     | 24                                  | LeBron James (43)          | Miami Heat           | James Harden (3)                    | Houston Rockets                 | [ 168 ] |
| 2012-13 | Marzo     | 31                                  | J. R. Smith                | New York Knicks      | Al Jefferson (5)                    | Utah Jazz                       | [ 169 ] |
| 2012-13 | Abril     | 7                                   | Carmelo Anthony (15)       | New York Knicks      | Nikola Peković                      | Minnesota Timberwolves          | [ 170 ] |
| 2012-13 | Abril     | 14                                  | Carmelo Anthony (16)       | New York Knicks      | Kobe Bryant (33)                    | Los Angeles Lakers              | [ 171 ] |
| 2013-14 | Noviembre | 3                                   | Michael Carter-Williams    | Philadelphia 76ers   | Kevin Love                          | Minnesota Timberwolves          | [ 172 ] |
| 2013-14 | Noviembre | 10                                  | Paul George (2)            | Indiana Pacers       | Markieff Morris                     | Phoenix Suns                    | [ 173 ] |
| 2013-14 | Noviembre | 17                                  | LeBron James (44)          | Miami Heat           | Blake Griffin (2)                   | Los Angeles Clippers            | [ 174 ] |
| 2013-14 | Noviembre | 24                                  | John Wall (2)              | Washington Wizards   | LaMarcus Aldridge (4)               | Portland Trail Blazers          | [ 175 ] |
| 2013-14 | Diciembre | 1                                   | LeBron James (45)          | Miami Heat           | Kevin Durant (13)                   | Oklahoma City Thunder           | [ 176 ] |
| 2013-14 | Diciembre | 8                                   | Jordan Crawford            | Boston Celtics       | LaMarcus Aldridge (5)               | Portland Trail Blazers          | [ 177 ] |
| 2013-14 | Diciembre | 15                                  | Kyrie Irving (2)           | Cleveland Cavaliers  | LaMarcus Aldridge (6)               | Portland Trail Blazers          | [ 178 ] |
| 2013-14 | Diciembre | 22                                  | Dwyane Wade (17)           | Miami Heat           | Blake Griffin (3)                   | Los Angeles Clippers            | [ 179 ] |
| 2013-14 | Diciembre | 29                                  | Chris Bosh (8)             | Miami Heat           | Kevin Durant (14)                   | Oklahoma City Thunder           | [ 180 ] |
| 2013-14 | Enero     | 5                                   | Thaddeus Young             | Philadelphia 76ers   | David Lee (4)                       | Golden State Warriors           | [ 181 ] |
| 2013-14 | Enero     | 12                                  | Carmelo Anthony (17)       | New York Knicks      | DeMarcus Cousins                    | Sacramento Kings                | [ 182 ] |
| 2013-14 | Enero     | 19                                  | Paul George (3)            | Indiana Pacers       | Kevin Durant (15)                   | Oklahoma City Thunder           | [ 183 ] |
| 2013-14 | Enero     | 26                                  | Paul Millsap               | Atlanta Hawks        | Kevin Durant (16)                   | Oklahoma City Thunder           | [ 184 ] |
| 2013-14 | Febrero   | 2                                   | Kyle Lowry (2)             | Toronto Raptors      | Goran Dragić (2)                    | Phoenix Suns                    | [ 185 ] |
| 2013-14 | Febrero   | 9                                   | Jared Sullinger            | Boston Celtics       | Kevin Durant (17)                   | Oklahoma City Thunder           | [ 186 ] |
| 2013-14 | Febrero   | 23                                  | Kemba Walker               | Charlotte Bobcats    | Kevin Love (2)                      | Minnesora Timberwolves          | [ 187 ] |
| 2013-14 | Marzo     | 2                                   | John Wall (3)              | Washington Wizards   | James Harden (4)                    | Houston Rockets                 | [ 188 ] |
| 2013-14 | Marzo     | 9                                   | Carmelo Anthony (18)       | New York Knicks      | James Harden (5)                    | Houston Rockets                 | [ 189 ] |
| 2013-14 | Marzo     | 16                                  | Al Jefferson (6)           | Charlotte Bobcats    | Blake Griffin (4)                   | Los Angeles Clippers            | [ 190 ] |
| 2013-14 | Marzo     | 23                                  | Joe Johnson (7)            | Brooklyn Nets        | Kevin Durant (18)                   | Oklahoma City Thunder           | [ 191 ] |
| 2013-14 | Marzo     | 30                                  | Nikola Vučević             | Orlando Magic        | Tim Duncan (22)                     | San Antonio Spurs               | [ 192 ] |
| 2013-14 | Abril     | 6                                   | Al Jefferson (2)           | Charlotte Bobcats    | Dirk Nowitzki (16)                  | Dallas Mavericks                | [ 193 ] |
| 2013-14 | Abril     | 13                                  | Jeff Teague                | Atlanta Hawks        | Monta Ellis (5)                     | Dallas Mavericks                | [ 194 ] |
| 2014-15 | Noviembre | 2                                   | Chris Bosh (9)             | Miami Heat           | Klay Thompson                       | Golden State Warriors           | [ 195 ] |
| 2014-15 | Noviembre | 9                                   | Deron Williams (4)         | Brooklyn Nets        | Stephen Curry                       | Golden State Warriors           | [ 196 ] |
| 2014-15 | Noviembre | 16                                  | LeBron James (46)          | Cleveland Cavaliers  | Damian Lillard                      | Portland Trail Blazers          | [ 197 ] |
| 2014-15 | Noviembre | 23                                  | Louis Williams             | Toronto Raptors      | DeMarcus Cousins (2)                | Sacramento Kings                | [ 198 ] |
| 2014-15 | Noviembre | 30                                  | LeBron James (47)          | Cleveland Cavaliers  | Blake Griffin (5)                   | Los Angeles Clippers            | [ 199 ] |
| 2014-15 | Diciembre | 1                                   | Kyle Lowry (3)             | Toronto Raptors      | LaMarcus Aldridge (7)               | Portland Trail Blazers          | [ 200 ] |
| 2014-15 | Diciembre | 14                                  | John Wall (4)              | Washington Wizards   | James Harden (6)                    | Houston Rockets                 | [ 201 ] |
| 2014-15 | Diciembre | 21                                  | Al Horford (2)             | Atlanta Hawks        | LaMarcus Aldridge (8)               | Portland Trail Blazers          | [ 202 ] |
| 2014-15 | Diciembre | 28                                  | Jimmy Butler               | Chicago Bulls        | James Harden (7)                    | Houston Rockets                 | [ 203 ] |
| 2014-15 | Enero     | 4                                   | Jeff Teague (2)            | Atlanta Hawks        | Kevin Durant (19)                   | Oklahoma City Thunder           | [ 204 ] |
| 2014-15 | Enero     | 11                                  | Kemba Walker (2)           | Charlotte Hornets    | Klay Thompson (2)                   | Golden State Warriors           | [ 205 ] |
| 2014-15 | Enero     | 18                                  | Al Horford (3)             | Atlanta Hawks        | Mo Williams                         | Minnesota Timberwolves          | [ 206 ] |
| 2014-15 | Enero     | 25                                  | LeBron James (48)          | Cleveland Cavaliers  | Klay Thompson (3)                   | Golden State Warriors           | [ 207 ] |
| 2014-15 | Febrero   | 1                                   | Kyrie Irving (3)           | Cleveland Cavaliers  | Zach Randolph (4)                   | Memphis Grizzlies               | [ 208 ] |
| 2014-15 | Febrero   | 8                                   | Giannis Antetokounmpo      | Milwaukee Bucks      | Russell Westbrook (9)               | Oklahoma City Thunder           | [ 209 ] |
| 2014-15 | Marzo     | 1                                   | Isaiah Thomas              | Boston Celtics       | Damian Lillard (2)                  | Portland Trail Blazers          | [ 210 ] |
| 2014-15 | Marzo     | 8                                   | Mo Williams (2)            | Charlotte Hornets    | Russell Westbrook (10)              | Oklahoma City Thunder           | [ 211 ] |
| 2014-15 | Marzo     | 15                                  | Kyrie Irving (4)           | Cleveland Cavaliers  | Anthony Davis                       | New Orleans Pelicans            | [ 212 ] |
| 2014-15 | Marzo     | 22                                  | Dwyane Wade (18)           | Miami Heat           | Chris Paul (11)                     | Los Angeles Clippers            | [ 213 ] |
| 2014-15 | Marzo     | 29                                  | Brook Lopez                | Brooklyn Nets        | Stephen Curry (2)                   | Golden State Warriors           | [ 214 ] |
| 2014-15 | Abril     | 6                                   | Brook Lopez (2)            | Broolyn Nets         | James Harden (8)                    | Houston Rockets                 | [ 215 ] |
| 2014-15 | Abril     | 13                                  | Isaiah Thomas (2)          | Boston Celtics       | Tim Duncan (23)                     | San Antonio Spurs               | [ 216 ] |
| 2015-16 | Noviembre | 2                                   | Andre Drummond             | Detroit Pistons      | Stephen Curry (3)                   | Golden State Warriors           |         |
| 2015-16 | Noviembre | 9                                   | Andre Drummond (2)         | Detroit Pistons      | James Harden (9)                    | Houston Rockets                 |         |
| 2015-16 | Noviembre | 16                                  | Nicolas Batum              | Charlotte Hornets    | DeMarcus Cousins (3)                | Sacramento Kings                |         |
| 2015-16 | Noviembre | 23                                  | LeBron James (49)          | Cleveland Cavaliers  | Stephen Curry (4)                   | Golden State Warriors           |         |
| 2015-16 | Noviembre | 30                                  | Paul George (4)            | Indiana Pacers       | Kevin Durant (20)                   | Oklahoma City Thunder           |         |
| 2015-16 | Diciembre | 7                                   | Reggie Jackson             | Detroit Pistons      | Stephen Curry (5)                   | Golden State Warriors           |         |
| 2015-16 | Diciembre | 14                                  | DeMar DeRozan              | Toronto Raptors      | Kevin Durant (21)                   | Oklahoma City Thunder           |         |
| 2015-16 | Diciembre | 21                                  | Reggie Jackson (2)         | Detroit Pistons      | Kawhi Leonard                       | San Antonio Spurs               |         |
| 2015-16 | Diciembre | 28                                  | Marcin Gortat              | Washington Wizards   | Russell Westbrook (11)              | Oklahoma City Thunder           |         |
| 2015-16 | Enero     | 4                                   | Brook Lopez (3)            | Brooklyn Nets        | Draymond Green                      | Golden State Warriors           |         |
| 2015-16 | Enero     | 11                                  | LeBron James (50)          | Cleveland Cavaliers  | Chris Paul (12)                     | Los Angeles Clippers            |         |
| 2015-16 | Enero     | 18                                  | John Wall (5)              | Washington Wizards   | Kevin Durant (22)                   | Oklahoma City Thunder           |         |
| 2015-16 | Enero     | 25                                  | Kemba Walker (3)           | Charlotte Hornets    | DeMarcus Cousins (4)                | Sacramento Kings                |         |
| 2015-16 | Febrero   | 1                                   | Dwyane Wade (19)           | Miami Heat           | Kevin Durant (23)                   | Oklahoma City Thunder           |         |
| 2015-16 | Febrero   | 8                                   | Isaiah Thomas (3)          | Boston Celtics       | LaMarcus Aldridge (9)               | San Antonio Spurs               |         |
| 2015-16 | Febrero   | 29                                  | Kyle Lowry (4)             | Toronto Raptors      | Stephen Curry (6)                   | Golden State Warriors           |         |
| 2015-16 | Marzo     | 7                                   | LeBron James (51)          | Cleveland Cavaliers  | Kawhi Leonard (2)                   | San Antonio Spurs               |         |
| 2015-16 | Marzo     | 14                                  | Kemba Walker (4)           | Charlotte Hornets    | Stephen Curry (7)                   | Golden State Warriors           |         |
| 2015-16 | Marzo     | 21                                  | Kyle Lowry (5)             | Toronto Raptors      | Kevin Durant (24)                   | Oklahoma City Thunder           |         |
| 2015-16 | Marzo     | 28                                  | LeBron James (52)          | Cleveland Cavaliers  | Klay Thompson (4)                   | Golden State Warriors           |         |
| 2015-16 | Abril     | 4                                   | LeBron James (53)          | Cleveland Cavaliers  | J.J. Barea                          | Dallas Mavericks                |         |
| 2015-16 | Abril     | 13                                  | Paul Millsap (2)           | Atlanta Hawks        | Karl-Anthony Towns                  | Minnesota Timberwolves          |         |
| 2016-17 | Octubre   | 31                                  | LeBron James (54)          | Cleveland Cavaliers  | Russell Westbrook (12)              | Oklahoma City Thunder           |         |
| 2016-17 | Noviembre | 7                                   | LeBron James (55)          | Cleveland Cavaliers  | George Hill                         | Utah Jazz                       |         |
| 2016-17 | Noviembre | 14                                  | DeMar DeRozan (2)          | Toronto Raptors      | James Harden(10)                    | Houston Rockets                 |         |
| 2016-17 | Noviembre | 21                                  | Jimmy Butler (2)           | Chicago Bulls        | Anthony Davis (2)                   | New Orleans Pelicans            |         |
| 2016-17 | Noviembre | 28                                  | Kevin Love (3)             | Cleveland Cavaliers  | Kevin Durant (25)                   | Golden State Warriors           |         |
| 2016-17 | Diciembre | 5                                   | Giannis Antetokounmpo (2)  | Milwaukee Bucks      | Russell Westbrook (13)              | Oklahoma City Thunder           |         |
| 2016-17 | Diciembre | 12                                  | LeBron James (56)          | Cleveland Cavaliers  | Marc Gasol (2)                      | Memphis Grizzlies               |         |
| 2016-17 | Diciembre | 19                                  | DeMar DeRozan (3)          | Toronto Raptors      | James Harden (11)                   | Houston Rockets                 |         |
| 2016-17 | Diciembre | 26                                  | Isaiah Thomas (4)          | Boston Celtics       | Russell Westbrook (14)              | Oklahoma City Thunder           |         |
| 2016-17 | Enero     | 4                                   | John Wall (6)              | Washington Wizards   | James Harden (12)                   | Houston Rockets                 |         |
| 2016-17 | Enero     | 9                                   | Jimmy Butler (3)           | Chicago Bulls        | Stephen Curry (8)                   | Golden State Warriors           |         |
| 2016-17 | Enero     | 16                                  | DeMar DeRozan (4)          | Toronto Raptors      | Gordon Hayward                      | Utah Jazz                       |         |
| 2016-17 | Enero     | 23                                  | Joel Embiid                | Philadelphia 76ers   | Kawhi Leonard (3)                   | San Antonio Spurs               |         |
| 2016-17 | Enero     | 30                                  | Dion Waiters               | Miami Heat           | DeMarcus Cousins (5)                | Sacramento Kings                |         |
| 2016-17 | Febrero   | 6                                   | Isaiah Thomas (5)          | Boston Celtics       | Stephen Curry (9)                   | Golden State Warriors           |         |
| 2016-17 | Febrero   | 13                                  | LeBron James (57)          | Cleveland Cavaliers  | Blake Griffin (6)                   | Los Angeles Clippers            |         |
| 2016-17 | Marzo     | 6                                   | Kemba Walker (5)           | Charlotte Hornets    | Kawhi Leonard (4)                   | San Antonio Spurs               |         |
| 2016-17 | Marzo     | 13                                  | John Wall (7)              | Washington Wizards   | Karl-Anthony Towns (2)              | Minnesota Timberwolves          |         |
| 2016-17 | Marzo     | 20                                  | Hassan Whiteside           | Miami Heat           | Damian Lillard (3)                  | Portland Trail Blazers          |         |
| 2016-17 | Marzo     | 27                                  | DeMar DeRozan (5)          | Toronto Raptors      | James Harden (13)                   | Houston Rockets                 |         |
| 2016-17 | Abril     | 3                                   | Jimmy Butler (4)           | Chicago Bulls        | Stephen Curry (10)                  | Golden State Warriors           |         |
| 2016-17 | Abril     | 13                                  | Paul George (5)            | Indiana Pacers       | Russell Westbrook (15)              | Oklahoma City Thunder           |         |
| 2017-18 | Octubre   | 23                                  | Giannis Antetokounmpo (3)  | Milwaukee Bucks      | James Harden (14)                   | Houston Rockets                 |         |
| 2017-18 | Octubre   | 30                                  | Victor Oladipo             | Indiana Pacers       | DeMarcus Cousins (6)                | New Orleans Pelicans            |         |
| 2017-18 | Noviembre | 6                                   | Kristaps Porziņģis         | New York Knicks      | James Harden (15)                   | Houston Rockets                 |         |
| 2017-18 | Noviembre | 13                                  | Tobias Harris              | Detroit Pistons      | Nikola Jokić                        | Denver Nuggets                  |         |
| 2017-18 | Noviembre | 20                                  | DeMar DeRozan (6)          | Toronto Raptors      | Karl-Anthony Towns (3)              | Minnesota Timberwolves          |         |
| 2017-18 | Noviembre | 27                                  | Goran Dragić (3)           | Miami Heat           | Anthony Davis (3)                   | New Orleans Pelicans            |         |
| 2017-18 | Diciembre | 4                                   | LeBron James (58)          | Cleveland Cavaliers  | James Harden (16)                   | Houston Rockets                 |         |
| 2017-18 | Diciembre | 11                                  | Victor Oladipo (2)         | Indiana Pacers       | Kevin Durant (26)                   | Golden State Warriors           |         |
| 2017-18 | Diciembre | 18                                  | LeBron James (59)          | Cleveland Cavaliers  | Chris Paul (13)                     | Houston Rockets                 |         |
| 2017-18 | Diciembre | 25                                  | DeMar DeRozan (7)          | Toronto Raptors      | Russell Westbrook (16)              | Oklahoma City Thunder           |         |
| 2017-18 | Enero     | 1                                   | Bradley Beal               | Washington Wizards   | Louis Williams (2)                  | Los Angeles Clippers            |         |
| 2017-18 | Enero     | 8                                   | DeMar DeRozan (8)          | Toronto Raptors      | Stephen Curry (11)                  | Golden State Warriors           |         |
| 2017-18 | Enero     | 15                                  | Goran Dragić (4)           | Miami Heat           | Louis Williams (3)                  | Los Angeles Clippers            |         |
| 2017-18 | Enero     | 22                                  | Joel Embiid (2)            | Philadelphia 76ers   | Damian Lillard (4)                  | Portland Trail Blazers          |         |
| 2017-18 | Enero     | 29                                  | Khris Middleton            | Milwaukee Bucks      | Stephen Curry (12)                  | Golden State Warriors           |         |
| 2017-18 | Febrero   | 5                                   | Andre Drummond (3)         | Detroit Pistons      | James Harden (17)                   | Houston Rockets                 |         |
| 2017-18 | Febrero   | 12                                  | Joel Embiid (3)            | Philadelphia 76ers   | James Harden (18)                   | Houston Rockets                 |         |
| 2017-18 | Marzo     | 3                                   | DeMar DeRozan (9)          | Toronto Raptors      | Anthony Davis (4)                   | New Orleans Pelicans            |         |
| 2017-18 | Marzo     | 12                                  | DeMar DeRozan (10)         | Toronto Raptors      | Damian Lillard (5)                  | Portland Trail Blazers          |         |
| 2017-18 | Marzo     | 19                                  | LeBron James (60)          | Cleveland Cavaliers  | Russell Westbrook (17)              | Oklahoma City Thunder           |         |
| 2017-18 | Marzo     | 26                                  | LeBron James (61)          | Cleveland Cavaliers  | LaMarcus Aldridge (10)              | San Antonio Spurs               |         |
| 2017-18 | Abril     | 2                                   | Victor Oladipo (3)         | Indiana Pacers       | Damian Lillard (5)                  | Portland Trail Blazers          |         |
| 2017-18 | Abril     | 9                                   | Ben Simmons                | Philadelphia 76ers   | Nikola Jokić (2)                    | Denver Nuggets                  |         |
| 2018-19 | Octubre   | 22                                  | Kemba Walker (6)           | Charlotte Hornets    | Nikola Jokić (3)                    | Denver Nuggets                  |         |
| 2018-19 | Octubre   | 29                                  | Giannis Antetokounmpo (4)  | Milwaukee Bucks      | Stephen Curry (13)                  | Golden State Warriors           |         |
| 2018-19 | Noviembre | 5                                   | Victor Oladipo (4)         | Indiana Pacers       | Russell Westbrook (18)              | Oklahoma City Thunder           |         |
| 2018-19 | Noviembre | 12                                  | Pascal Siakam              | Toronto Raptors      | C. J. McCollum                      | Portland Trail Blazers          |         |
| 2018-19 | Noviembre | 19                                  | Nikola Vučević             | Orlando Magic (2)    | Anthony Davis (5)                   | New Orleans Pelicans            |         |
| 2018-19 | Noviembre | 26                                  | Giannis Antetokounmpo (5)  | Milwaukee Bucks      | Tobias Harris (2)                   | Los Angeles Clippers            |         |
| 2018-19 | Diciembre | 3                                   | Kawhi Leonard (5)          | Toronto Raptors      | Paul Millsap (3)                    | Denver Nuggets                  |         |
| 2018-19 | Diciembre | 10                                  | Bradley Beal (2)           | Washington Wizards   | Stephen Curry (14)                  | Golden State Warriors           |         |
| 2018-19 | Diciembre | 17                                  | Thaddeus Young (2)         | Indiana Pacers       | James Harden (19)                   | Houston Rockets                 |         |
| 2018-19 | Diciembre | 24                                  | Giannis Antetokounmpo (6)  | Milwaukee Bucks      | Paul George (6)                     | Oklahoma City Thunder           |         |
| 2018-19 | Diciembre | 31                                  | Giannis Antetokounmpo (7)  | Milwaukee Bucks      | James Harden (20)                   | Houston Rockets                 |         |
| 2018-19 | Enero     | 7                                   | Joel Embiid (4)            | Philadelphia 76ers   | Nikola Jokić (4)                    | Denver Nuggets                  |         |
| 2018-19 | Enero     | 14                                  | Kawhi Leonard (6)          | Toronto Raptors      | Donovan Mitchell                    | Utah Jazz                       |         |
| 2018-19 | Enero     | 21                                  | D'Angelo Russell           | Brooklyn Nets        | James Harden (21)                   | Houston Rockets                 |         |
| 2018-19 | Enero     | 28                                  | Giannis Antetokounmpo (8)  | Milwaukee Bucks      | Paul George (7)                     | Oklahoma City Thunder           |         |
| 2018-19 | Febrero   | 4                                   | Giannis Antetokounmpo (9)  | Milwaukee Bucks      | Nikola Jokić (5)                    | Denver Nuggets                  |         |
| 2018-19 | Febrero   | 11                                  | Bojan Bogdanović           | Indiana Pacers       | Paul George (8)                     | Oklahoma City Thunder           |         |
| 2018-19 | Marzo     | 4                                   | Ben Simmons (2)            | Philadelphia 76ers   | Donovan Mitchell (2)                | Utah Jazz                       |         |
| 2018-19 | Marzo     | 11                                  | Andre Drummond (4)         | Detroit Pistons      | Mike Conley                         | Memphis Grizzlies               |         |
| 2018-19 | Marzo     | 18                                  | Bradley Beal (3)           | Washington Wizards   | Mike Conley (2)                     | Memphis Grizzlies               |         |
| 2018-19 | Marzo     | 25                                  | Trae Young                 | Atlanta Hawks        | James Harden (22)                   | Houston Rockets                 |         |
| 2018-19 | Abril     | 1                                   | Andre Drummond (5)         | Detroit Pistons      | Damian Lillard (6)                  | Portland Trail Blazers          |         |
| 2018-19 | Abril     | 8                                   | Kemba Walker (7)           | Charlotte Hornets    | Russell Westbrook (19)              | Oklahoma City Thunder           |         |
| 2019-20 | Octubre   | 28                                  | Trae Young (2)             | Atlanta Hawks        | Karl-Anthony Towns (4)              | Minnesota Timberwolves          |         |
| 2019-20 | Noviembre | 4                                   | Giannis Antetokounmpo (10) | Milwaukee Bucks      | Anthony Davis (6)                   | Los Angeles Lakers              |         |
| 2019-20 | Noviembre | 11                                  | Pascal Siakam (2)          | Toronto Raptors      | James Harden (23)                   | Houston Rockets                 |         |
| 2019-20 | Noviembre | 18                                  | Nikola Vučević (3)         | Orlando Magic        | James Harden (24)                   | Houston Rockets                 |         |
| 2019-20 | Noviembre | 25                                  | Spencer Dinwiddie (3)      | New Jersey Nets      | Luka Dončić                         | Dallas Mavericks                |         |
| 2019-20 | Diciembre | 2                                   | Giannis Antetokounmpo (11) | Milwaukee Bucks      | Carmelo Anthony (19)                | Portland Trail Blazers          |         |
| 2019-20 | Diciembre | 9                                   | Jimmy Butler (5)           | Miami Heat           | Anthony Davis (7)                   | Los Angeles Lakers              |         |
| 2019-20 | Diciembre | 16                                  | Bam Adebayo                | Miami Heat           | LeBron James (62)                   | Los Angeles Lakers              |         |
| 2019-20 | Diciembre | 23                                  | Kyle Lowry (6)             | Toronto Raptors      | Dennis Schröder                     | Oklahoma City Thunder           |         |
| 2019-20 | Diciembre | 30                                  | Jaylen Brown               | Boston Celtics       | Brandon Ingram                      | New Orleans Pelicans            |         |
| 2019-20 | Enero     | 6                                   | Giannis Antetokounmpo (12) | Milwaukee Bucks      | LeBron James (63)                   | Los Angeles Lakers              |         |
| 2019-20 | Enero     | 13                                  | Josh Richardson            | Philadelphia 76ers   | DeMar DeRozan (11)                  | San Antonio Spurs               |         |
| 2019-20 | Enero     | 20                                  | Ben Simmons (3)            | Philadelphia 76ers   | Kawhi Leonard (7)                   | Los Angeles Clippers            |         |
| 2019-20 | Enero     | 27                                  | Pascal Siakam (3)          | Toronto Raptors      | Damian Lillard (7)                  | Portland Trail Blazers          |         |
| 2019-20 | Febrero   | 3                                   | Jaylen Brown (2)           | Boston Celtics       | Damian Lillard (8)                  | Portland Trail Blazers          |         |
| 2019-20 | Febrero   | 10                                  | Jayson Tatum               | Boston Celtics       | Nikola Jokic (6)                    | Denver Nuggets                  |         |
| 2019-20 | Marzo     | 2                                   | Giannis Antetokounmpo (13) | Milwaukee Bucks      | Kristaps Porziņģis (2)              | Dallas Mavericks                |         |
| 2019-20 | Marzo     | 9                                   | Norman Powell (5)          | Toronto Raptors      | LeBron James (64)                   | Los Angeles Lakers              |         |
| 2020-21 | Diciembre | 28                                  | Domantas Sabonis           | Indiana Pacers       | Brandon Ingram (2)                  | New Orleans Pelicans            |         |
| 2020-21 | Enero     | 4                                   | Tobias Harris (3)          | Philadelphia 76ers   | Stephen Curry (15)                  | Golden State Warriors           |         |
| 2020-21 | Enero     | 11                                  | Jayson Tatum (2)           | Boston Celtics       | Luka Dončić (2)                     | Dallas Mavericks                |         |
| 2020-21 | Enero     | 18                                  | Kevin Durant (27)          | Brooklyn Nets        | Damian Lillard (9)                  | Portland Trail Blazers          |         |
| 2020-21 | Enero     | 25                                  | Joel Embiid (5)            | Philadelphia 76ers   | Nikola Jokic (7)                    | Denver Nuggets                  |         |
| 2020-21 | Febrero   | 4                                   | James Harden (25)          | Brooklyn Nets        | Nikola Jokic (8)                    | Denver Nuggets                  |         |
| 2020-21 | Febrero   | 11                                  | Giannis Antetokounmpo (14) | Milwaukee Bucks      | De'Aaron Fox                        | Sacramento Kings                |         |
| 2020-21 | Febrero   | 18                                  | Saddiq Bey                 | Detroit Pistons      | Devin Booker                        | Phoenix Suns                    |         |
| 2020-21 | Febrero   | 25                                  | James Harden (26)          | Brooklyn Nets        | Damian Lillard (10)                 | Portland Trail Blazers          |         |
| 2020-21 | Marzo     | 1                                   | Giannis Antetokounmpo (15) | Milwaukee Bucks      | Devin Booker (2)                    | Phoenix Suns                    |         |
| 2020-21 | Marzo     | 22                                  | Giannis Antetokounmpo (16) | Milwaukee Bucks      | Nikola Jokic (9)                    | Denver Nuggets                  |         |
| 2020-21 | Marzo     | 29                                  | Jrue Holiday               | Milwaukee Bucks      | De'Aaron Fox (2)                    | Sacramento Kings                |         |
| 2020-21 | Abril     | 5                                   | Giannis Antetokounmpo (15) | Milwaukee Bucks      | Luka Dončić (3)                     | Dallas Mavericks                |         |
| 2020-21 | Abril     | 12                                  | Jayson Tatum (2)           | Boston Celtics       | Paul George (10)                    | Los Angeles Clippers            |         |
| 2020-21 | Abril     | 19                                  | Julius Randle              | New York Knicks      | Stephen Curry (16)                  | Golden State Warriors           |         |
| 2020-21 | Abril     | 26                                  | Bradley Beal (4)           | Washington Wizards   | Luka Dončić (4)                     | Dallas Mavericks                |         |
| 2020-21 | Mayo      | 3                                   | Jayson Tatum (3)           | Boston Celtics       | Devin Booker (3)                    | Phoenix Suns                    |         |
| 2020-21 | Mayo      | 10                                  | Russell Westbrook (20)     | Washington Wizards   | Bojan Bogdanović (2)                | Utah Jazz                       |         |
| 2020-21 | Mayo      | 17                                  | Trae Young (3)             | Atlanta Hawks        | Damian Lillard (11)                 | Portland Trail Blazers          |         |
| 2021-22 | Octubre   | 25                                  | Miles Bridges              | Charlotte Hornets    | Stephen Curry (17)                  | Golden State Warriors           |         |
| 2021-22 | Noviembre | 1                                   | Jimmy Butler (6)           | Miami Heat           | Rudy Gobert                         | Utah Jazz                       |         |
| 2021-22 | Noviembre | 8                                   | Jarrett Allen              | Cleveland Cavaliers  | Paul George (11)                    | Los Ángeles Clippers            |         |
| 2021-22 | Noviembre | 15                                  | Kevin Durant (28)          | Brooklyn Nets        | Stephen Curry (18)                  | Golden State Warriors           |         |
| 2021-22 | Noviembre | 22                                  | Giannis Antetokounmpo (16) | Milwaukee Bucks      | Damian Lillard (12)                 | Portland Trail Blazers          |         |
| 2021-22 | Noviembre | 29                                  | Trae Young (4)             | Atlanta Hawks        | Devin Booker (4)                    | Phoenix Suns                    |         |
| 2021-22 | Diciembre | 6                                   | DeMar DeRozan (12)         | Toronto Raptors      | Donovan Mitchell (3)                | Utah Jazz                       |         |
| 2021-22 | Diciembre | 13                                  | Domantas Sabonis (2)       | Indiana Pacers       | LeBron James (65)                   | Los Angeles Lakers              |         |
| 2021-22 | Diciembre | 20                                  | Jayson Tatum (4)           | Boston Celtics       | Karl-Anthony Towns (5)              | Minnesota Timberwolves          |         |
| 2021-22 | Diciembre | 27                                  | Kemba Walker (8)           | New York Knicks      | Shai Gilgeous-Alexander             | Oklahoma City Thunder           |         |
| 2021-22 | Enero     | 3                                   | DeMar DeRozan (13)         | Toronto Raptors      | Ja Morant                           | Memphis Grizzlies               |         |
| 2021-22 | Enero     | 10                                  | Fred VanVleet              | Toronto Raptors      | Ja Morant (2)                       | Memphis Grizzlies               |         |
| 2021-22 | Enero     | 17                                  | Darius Garland             | Cleveland Cavaliers  | Devin Booker (5)                    | Phoenix Suns                    |         |
| 2021-22 | Enero     | 24                                  | Trae Young (5)             | Atlanta Hawks        | Nikola Jokic (10)                   | Denver Nuggets                  |         |
| 2021-22 | Enero     | 31                                  | Joel Embiid (6)            | Philadelphia 76ers   | Chris Paul (14)                     | Phoenix Suns                    |         |
| 2021-22 | Febrero   | 7                                   | Pascal Siakam (4)          | Toronto Raptors      | Brandon Ingram (3)                  | New Orleans Pelicans            |         |
| 2021-22 | Febrero   | 14                                  | DeMar DeRozan (14)         | Toronto Raptors      | Luka Dončić (5)                     | Dallas Mavericks                |         |
| 2021-22 | Marzo     | 7                                   | Jayson Tatum (5)           | Boston Celtics       | Karl-Anthony Towns (6)              | Minnesota Timberwolves          |         |
| 2021-22 | Marzo     | 14                                  | Kevin Durant (29)          | New Jersey Nets      | Luka Dončić (6)                     | Dallas Mavericks                |         |
| 2021-22 | Marzo     | 21                                  | Jayson Tatum (6)           | Boston Celtics       | Karl-Anthony Towns (7)              | Minnesota Timberwolves          |         |
| 2021-22 | Marzo     | 28                                  | Jayson Tatum (7)           | Boston Celtics       | Devin Booker (6)                    | Phoenix Suns                    |         |
| 2021-22 | Abril     | 4                                   | Trae Young (6)             | Atlanta Hawks        | Nikola Jokic (11)                   | Denver Nuggets                  |         |
| 2021-22 | Abril     | 11                                  | Joel Embiid (7)            | Philadelphia 76ers   | Luka Dončić (7)                     | Dallas Mavericks                |         |
| 2022-23 | Octubre   | 24                                  | Jayson Tatum (8)           | Boston Celtics       | Damian Lillard (13)                 | Portland Trail Blazers          |         |
| 2022-23 | Octubre   | 31                                  | Giannis Antetokounmpo (17) | Milwaukee Bucks      | Shai Gilgeous-Alexander (2)         | Oklahoma City Thunder           |         |
| 2022-23 | Noviembre | 7                                   | Kevin Durant (30)          | Brooklyn Nets        | Paul George (12)                    | Los Angeles Clippers            |         |
| 2022-23 | Noviembre | 14                                  | Joel Embiid (8)            | Philadelphia 76ers   | Stephen Curry (19)                  | Golden State Warriors           |         |
| 2022-23 | Noviembre | 21                                  | Tyrese Haliburton          | Indiana Pacers       | De'Aaron Fox (3)                    | Sacramento Kings                |         |
| 2022-23 | Noviembre | 28                                  | Giannis Antetokounmpo (18) | Milwaukee Bucks      | Deandre Ayton                       | Phoenix Suns                    |         |
| 2022-23 | Diciembre | 5                                   | Kevin Durant (31)          | Brooklyn Nets        | Anthony Davis (8)                   | Los Angeles Lakers              |         |
| 2022-23 | Diciembre | 12                                  | Joel Embiid (9)            | Philadelphia 76ers   | Zion Williamson                     | New Orleans Pelicans            |         |
| 2022-23 | Diciembre | 19                                  | Donovan Mitchell (4)       | Cleveland Cavaliers  | Nikola Jokic (12)                   | Denver Nuggets                  |         |
| 2022-23 | Diciembre | 26                                  | Pascal Siakam (5)          | Toronto Raptors      | Luka Dončić (8)                     | Dallas Mavericks                |         |
| 2022-23 | Enero     | 2                                   | Kristaps Porziņģis (3)     | Washington Wizards   | Luka Dončić (9)                     | Dallas Mavericks                |         |
| 2022-23 | Enero     | 9                                   | Donovan Mitchell (5)       | Cleveland Cavaliers  | Lebron James (66)                   | Los Angeles Lakers              |         |
| 2022-23 | Enero     | 16                                  | Jalen Brunson              | New York Knicks      | Domantas Sabonis (3)                | Sacramento Kings                |         |
| 2022-23 | Enero     | 23                                  | Jrue Holiday (2)           | Milwaukee Bucks      | Lebron James (67)                   | Los Angeles Lakers              |         |
| 2022-23 | Enero     | 30                                  | Giannis Antetokounmpo (19) | Milwaukee Bucks      | Damian Lillard (14)                 | Portland Trail Blazers          |         |
| 2022-23 | Febrero   | 6                                   | Giannis Antetokounmpo (20) | Milwaukee Bucks      | Damian Lillard (15)                 | Portland Trail Blazers          |         |
| 2022-23 | Febrero   | 13                                  | Derrick White              | Boston Celtics       | Shai Gilgeous-Alexander (3)         | Oklahoma City Thunder           |         |
| 2022-23 | Marzo     | 6                                   | Julius Randle (2)          | New York Knicks      | Devin Booker (7)                    | Phoenix Suns                    |         |
| 2022-23 | Marzo     | bgcolor="#CFECEC"\|Joel Embiid (10) | Philadelphia 76ers         | Domantas Sabonis (4) | Sacramento Kings                    |                                 |         |
| 2022-23 | Marzo     | 20                                  | Joel Embiid (11)           | Philadelphia 76ers   | Domantas Sabonis (5)                | Sacramento Kings                |         |
| 2022-23 | Marzo     | 27                                  | Jaylen Brown (3)           | Boston Celtics       | Brandon Ingram (4)                  | New Orleans Pelicans            |         |
| 2022-23 | Abril     | 3                                   | Mikal Bridges              | Brooklyn Nets        | Anthony Davis (9)                   | Los Angeles Lakers              |         |
| 2022-23 | Abril     | bgcolor="#CFECEC"\|Bobby Portis     | Milwaukee Bucks            | Kawhi Leonard (8)    | Los Angeles Clippers                |                                 |         |

### Jugadores con más galardones
* En negrita, los jugadores activos.
| Por jugador \| No. \| Jugador \| \| --- \| --------------------- \| \| 65 \| LeBron James \| \| 33 \| Kobe Bryant \| \| 29 \| Kevin Durant \| \| 26 \| James Harden \| \| 25 \| Michael Jordan \| \| 23 \| Allen Iverson \| \| 23 \| Karl Malone \| \| 23 \| Tim Duncan \| \| 21 \| Russell Westbrook \| \| 20 \| Shaquille O'Neal \| \| 20 \| Kevin Garnett \| \| 19 \| Dwyane Wade \| \| 19 \| Carmelo Anthony \| \| 18 \| Dwight Howard \| \| 18 \| Magic Johnson \| \| 18 \| Stephen Curry \| \| 17 \| Jason Kidd \| \| 17 \| Paul Pierce \| \| 16 \| Dirk Nowitzki \| \| 16 \| Giannis Antetokounmpo \| \| 15 \| Larry Bird \| \| 15 \| David Robinson \| \| 14 \| Chris Paul \| \| 14 \| DeMar DeRozan \| \| 12 \| Hakeem Olajuwon \| \| 12 \| Patrick Ewing \| \| 12 \| Tracy McGrady \| \| 11 \| Vince Carter \| \| 11 \| Clyde Drexler \| \| 11 \| Charles Barkley \| |                       |
| No. | Jugador               |
| 65 | LeBron James          |
| 33 | Kobe Bryant           |
| 29 | Kevin Durant          |
| 26 | James Harden          |
| 25 | Michael Jordan        |
| 23 | Allen Iverson         |
| 23 | Karl Malone           |
| 23 | Tim Duncan            |
| 21 | Russell Westbrook     |
| 20 | Shaquille O'Neal      |
| 20 | Kevin Garnett         |
| 19 | Dwyane Wade           |
| 19 | Carmelo Anthony       |
| 18 | Dwight Howard         |
| 18 | Magic Johnson         |
| 18 | Stephen Curry         |
| 17 | Jason Kidd            |
| 17 | Paul Pierce           |
| 16 | Dirk Nowitzki         |
| 16 | Giannis Antetokounmpo |
| 15 | Larry Bird            |
| 15 | David Robinson        |
| 14 | Chris Paul            |
| 14 | DeMar DeRozan         |
| 12 | Hakeem Olajuwon       |
| 12 | Patrick Ewing         |
| 12 | Tracy McGrady         |
| 11 | Vince Carter          |
| 11 | Clyde Drexler         |
| 11 | Charles Barkley       |